# Infanterie-Regiment „Lübeck“ (3. Hanseatisches) Nr. 162
Das Infanterie-Regiment Lübeck (3. Hanseatisches) Nr. 162 war ein Verband der Preußischen Armee. Während des Ersten Weltkriegs kämpfte es an der Westfront und bestand hier seine Feuertaufe in der Schlacht von Noyon.

## Organisation

### Hanseatische Besonderheiten

Aufnahme aus dem Jahr 1904

Im Jahre 1867 wurde durch eine Militärkonvention die Militärhoheit der norddeutschen Stadtstaaten auf das Königreich Preußen übertragen.
Gemäß § 9 dieser Konvention wurden die Militärpflichtigen mit Lübecker Staatsangehörigkeit zu dem in Lübeck stationierten Regiment einberufen, sofern sie nicht den Wunsch äußerten, anderweitig eingesetzt zu werden. Untauglichkeit zum Infanteriedienst konnte zur Einberufung in eine andere Waffengattung wie Kavallerie, Artillerie, Train usw. der königlich preußischen Armee führen.
Da die Hansestädte Bremen, Hamburg und Lübeck Probleme mit der Stellung von genügend Wehrpflichtigen hatten, wurden keine Begrenzungen bei Einjährigen gemacht und die Reservepflicht für überseeische Wehrdienstpflichtige ausgesetzt.
Der Landwehrbezirk Lübeck bildete sich aus dem Staate Lübeck und dem Kreise Herzogtum Lauenburg.

### Unterstellungen

#### Vorabend des Ersten Weltkriegs
- IX. Armee-Korps in Altona
  - 17. Division in Schwerin

Kriegsgliederung

    - 81. Infanterie-Brigade in Lübeck
      - Infanterie-Regiment „Lübeck“ (3. Hanseatisches) Nr. 162
      - Schleswig-Holsteinisches Infanterie-Regiment Nr. 163 in Neumünster

#### Mobilmachung 1914
- IX. Reserve-Korps in Altona
  - 17. Reserve-Division in Schwerin
    - 81. Infanterie-Brigade in Lübeck
      - Infanterie-Regiment „Lübeck“ (3. Hanseatisches) Nr. 162
      - Schleswig-Holsteinisches Infanterie-Regiment Nr. 163 in Neumünster

#### Kriegsgliederung vom 28. März 1918
- IX. Reserve-Korps
  - 17. Reserve-Division
    - 81. Infanterie-Brigade
      - Infanterie-Regiment „Lübeck“ (3. Hanseatisches) Nr. 162
      - Schleswig-Holsteinisches Infanterie-Regiment Nr. 163
      - Reserve-Infanterie-Regiment Nr. 76[3]
      - 1. Eskadron/Reserve-Husaren-Regiment Nr. 6

#### Während des Ersten Weltkriegs
Das Regiment in der 17. Reserve-Division gehörte zu Beginn des Ersten Weltkrieges zur 1. Armee. Ende September 1915 wechselte das XI. Reserve-Korps von der 1. Armee zur 6. Armee (Kronprinz Rupprecht) und wurde im Juli 1916 wieder der 1. Armee unter General Below unterstellt, die zur Armeegruppe Gallwitz gehörte. Nach der Schlacht an der Somme kam es im Oktober 1916 zur 4. Armee unter Herzog Albrecht von Württemberg. Nach der Frühlingsschlacht von Arras kam das Regiment zur Gruppe „Arras“ innerhalb der 6. Armee. Am 14. November 1917 wurde die 17. Reserve-Division der Gruppe „Wytschaete“ bei der 4. Armee unterstellt. Während der Ypernschlacht unterstand die Division dem XVIII. Reserve-Korps unter General Sieger. Ab Juni 1918, Matz-Offensive, kämpfte die Division im I. Reserve-Korps der 18. Armee unter General Hutier. Im September 1918 kam das Regiment wieder zur 2. Armee als Heeresgruppenreserve der Gruppe „Combres“ und dann der Gruppe „Mihiel“. Ende September war es für zwei Wochen Heeresgruppenreserve der Gruppe „Maas-West“, bevor es zurück zur 2. Armee kam, aus der es am 25. Oktober 1918 entlassen wurde.

### Gliederung
- I. und II. Bataillon in Lübeck
- III. Bataillon in Eutin

#### Unterstellte Truppenteile

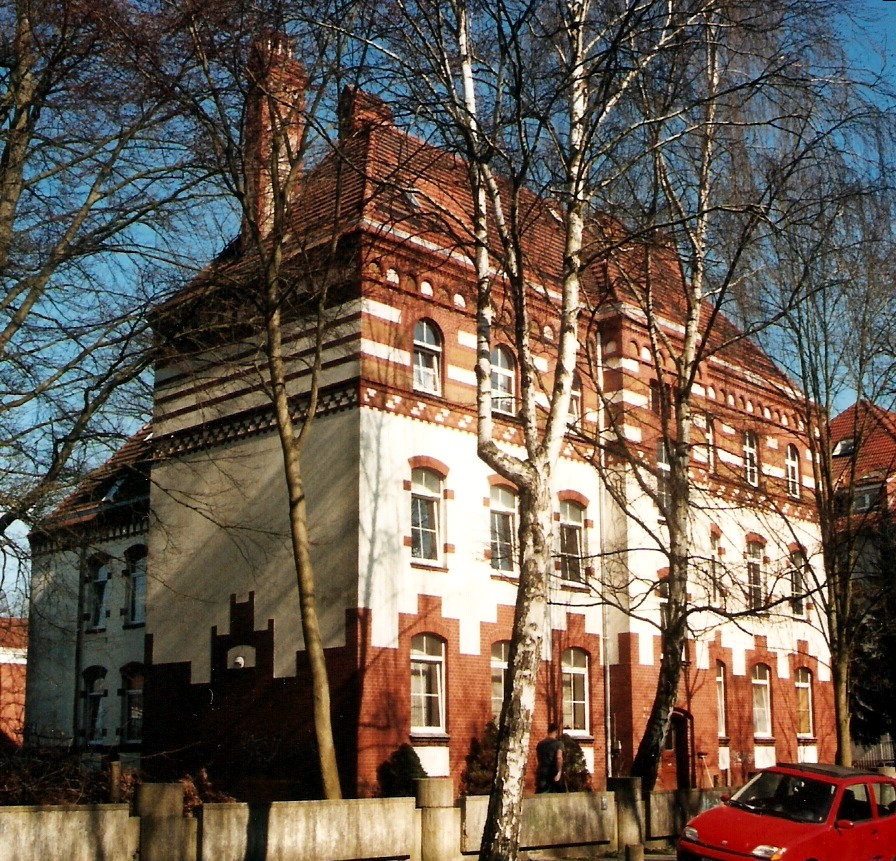
Familienhaus

- Die im März 1909 befohlene Aufstellung einer Maschinengewehr-Kompanie wurde am 1. Oktober durch Abkommandierungen innerhalb des Regiments vollzogen. Für die Kompanie wurde eigens ein Gebäude erstellt.
- Ende Juni 1916 wurde innerhalb des Regiments eine neue Einheit, die Infanterie-Pionier-Kompanie, aufgestellt. Sie bestand aus dem Fernsprechpersonal, den Lichtsignalisten, Hundeführern, den Desinfektions- und Entwässerungstrupps, den Granatwerfern samt Bedienung und noch anderen besonderen Bautrupps. Diese Kompanie führte bald den Namen Baukompanie.
- Im November 1916 erhielt jedes Bataillon eine MG-Kompanie. Unter Heranziehung des Feld-MG-Zugs 317 wurde daher eine 2. und 3. MG-Kompanie aufgestellt.
- Innerhalb des Regiments wurden ab Mai 1917 alle der Nachrichtenübermittlung Dienenden zur Nachrichten-Mittel-Abteilung zusammengefasst.
- Im September 1917 wurde eine Sturmabteilung für das Stoßtrupp-Verfahren gebildet. Die Mitglieder dieser Abteilung trugen am linken Unterarm ein blaues Band mit dem Lübecker weiß-roten Wappenschild. Das Verfahren wurde von General Hutier an der Ostfront während des Krieges entwickelt. Der Feind nannte es „Hutier-Taktik“ (siehe auch Sturmbataillon).
- Am 5. September 1918 erhielt das Regiment unter Heranziehung der MW-Kompanie 217 eine eigene Minenwerfer-Kompanie.
- Im September 1918 wurde die Nachrichten-Mittel-Abteilung des Regiments wieder aufgelöst. Jedes Bataillon erhielt seinen eigenen Nachrichtenmittelzug.

#### Abtretungen
- Die im März neu errichtete 13. und 14. Kompanie wurde am 23. Mai 1915 mit ihren Führern, den Leutnants der Reserve Buchenau und Simon, an das neugebildete Infanterie-Regiment Nr. 187 abgetreten.[4]
- Anfang September 1916 wurde die 4. Kompanie zur Neuaufstellung des Infanterie-Regiments 394 abgetreten.

## Bewaffnung und Ausrüstung

### Hauptbewaffnung

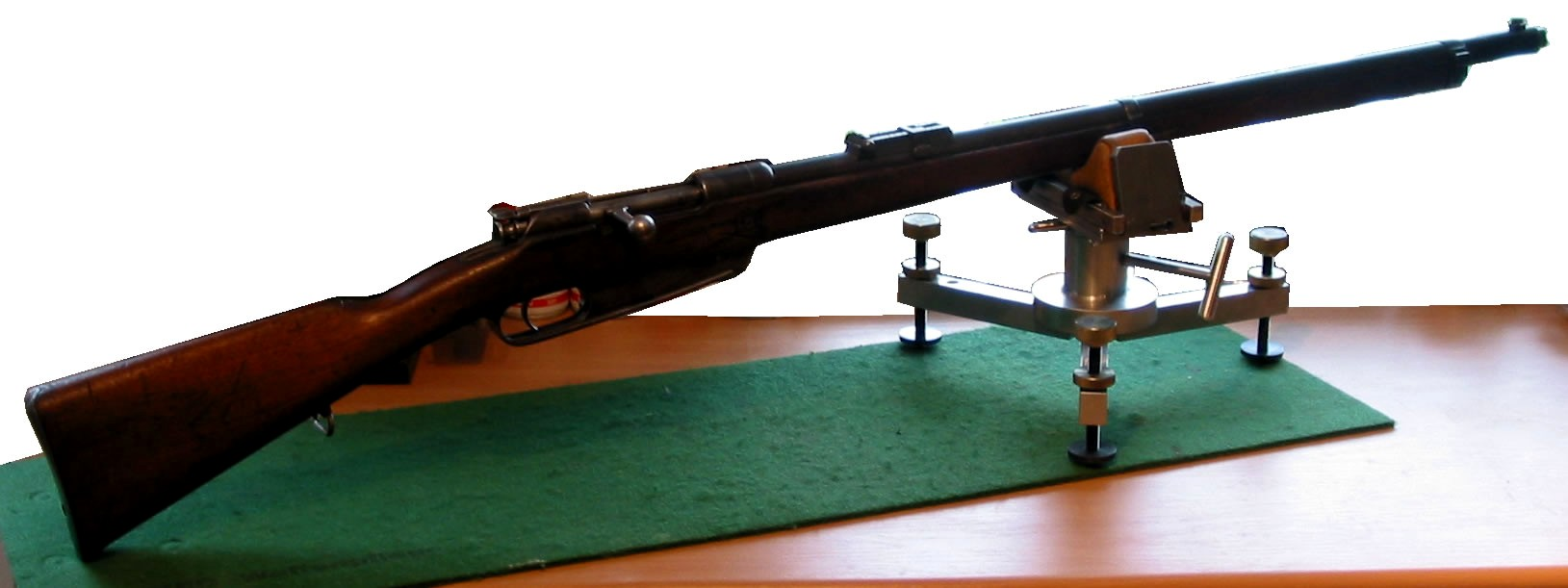
Gewehr 88

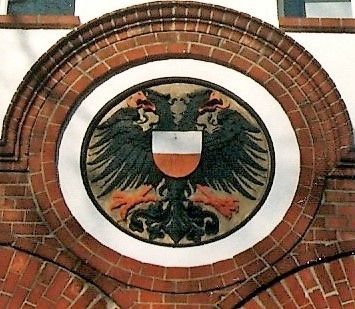
Wappentier

- Das Regiment wurde mit dem Gewehr 88 und dem Seitengewehr 71 bewaffnet. Ab 1906 verwendete man das Gewehr 98.
- Ab 1909 wurde die 3. Kompanie (I. Bataillon) zur Maschinengewehr-Kompanie
- Als erste neue Waffe im Stellungskrieg setzte das Regiment ab Januar 1915 den Minenwerfer ein.
- Ab Sommer 1915 gehörten Gasschutzmittel zur Standardausrüstung im Graben.
- Ab Juli 1916 wurden im Regiment Flammenwerfer verwendet.
- Zu jenem Zeitpunkt wurde erstmals Gas als Waffe vom Regiment eingesetzt.
- Ab Oktober 1916 wurde das Regiment mit Stahlhelmen ausgestattet.
- Ab November 1916 wurde in jedem Bataillon eine Maschinengewehr-Kompanie erstellt. Als weitere Hilfswaffe wurden jeder Kompanie Granatwerfer zugeteilt. Die besten Schützen wurden zu Scharfschützen und mit Zielfernrohrgewehren ausgerüstet. Zur Erleichterung der Koordinierung von Geländepunkten wurde das Koordinatensystem eingeführt.

### Uniform

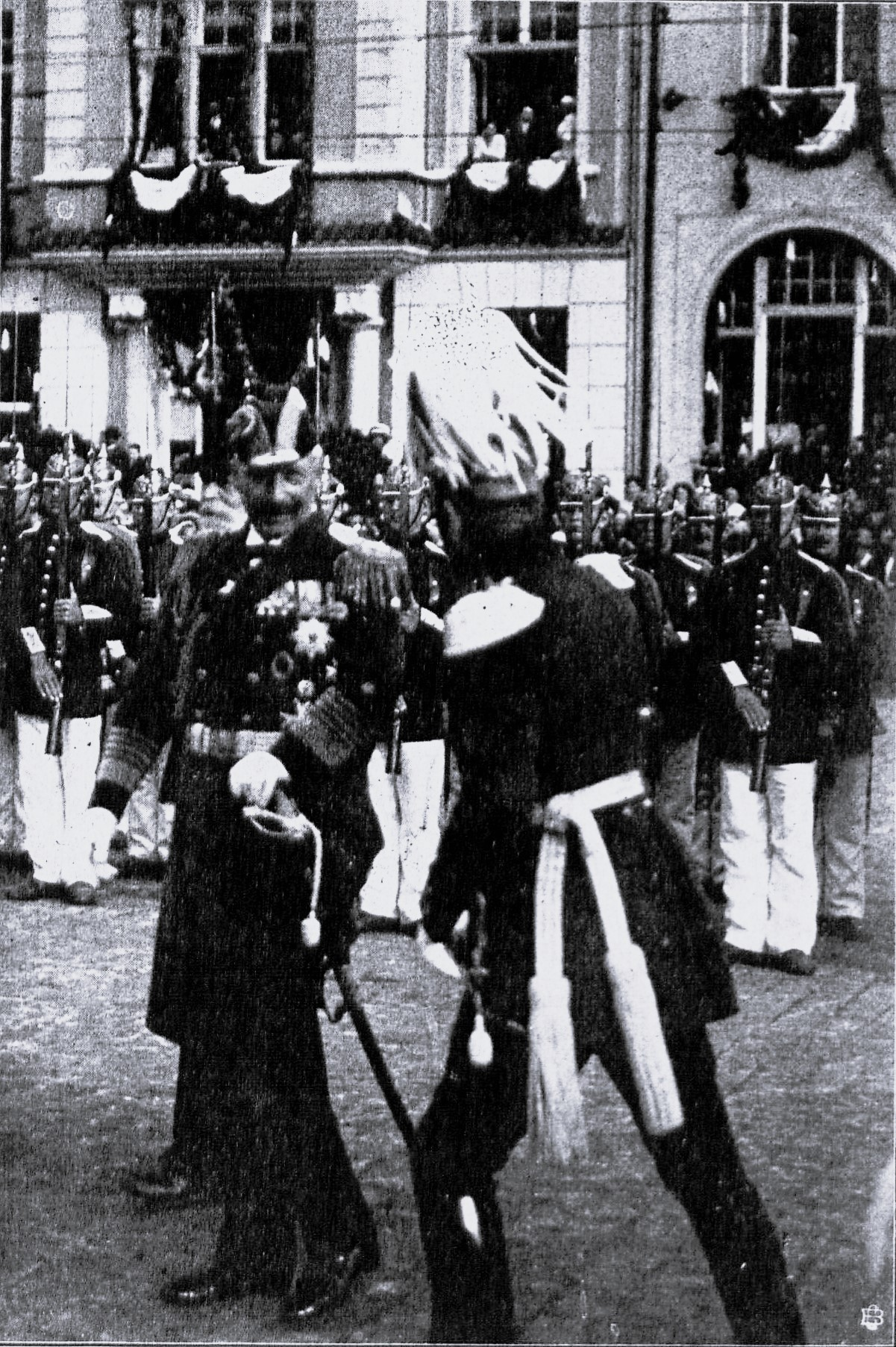
Ehrenkompanie der 162er in Paradeuniform

Das Regiment trug die preußische Uniform mit den der Hansestadt Lübeck zugestandenen Änderungen. So wurde am Helm und an der Mütze neben der schwarz-weiß-roten Reichskokarde die hanseatische Kokarde (rotes Hanseatenkreuz auf weißem Grund) getragen.

„Am Helm wird die deutsche Kokarde rechts, die Landeskokarde links getragen. Am Tschako, Tschapka und an der Pelzmütze der Husaren wird die deutsche Kokarde rechts angebracht, das Feldzeichen führt die Farbe der Landeskokarde, an Feld-, Schirm- und Dienstmütze sitzt die Landeskokarde auf dem Besatzstreifen und die deutsche Kokarde darüber auf der Mitte des Grundtuchs, soweit nicht besondere, an der Mütze zu tragende Auszeichnungen einen weiteren Abstand der beiden Kokarden bedingen.“

Die Achselklappen waren weiß mit roter Nummer (162), die Ärmelpatten weiß mit gelber Paspelierung.

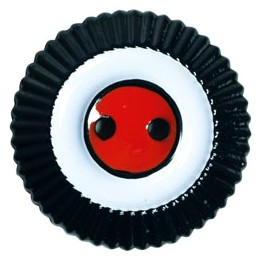
Kokarde des Deutschen Reichs
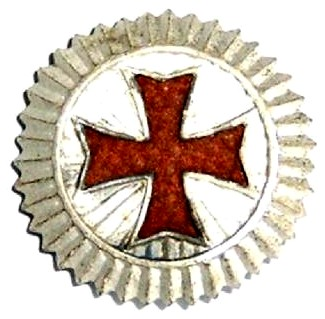
Kokarde der Hanseaten
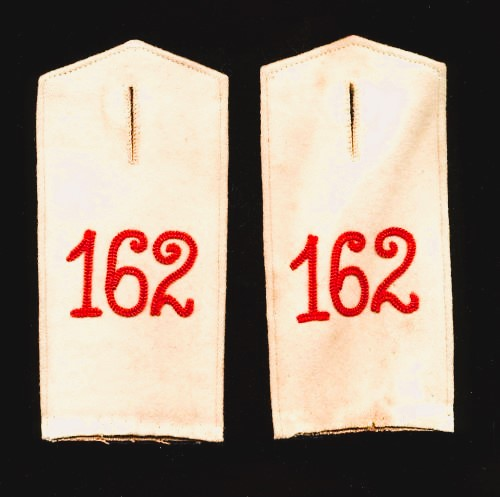
Schulterstücke des Regiments
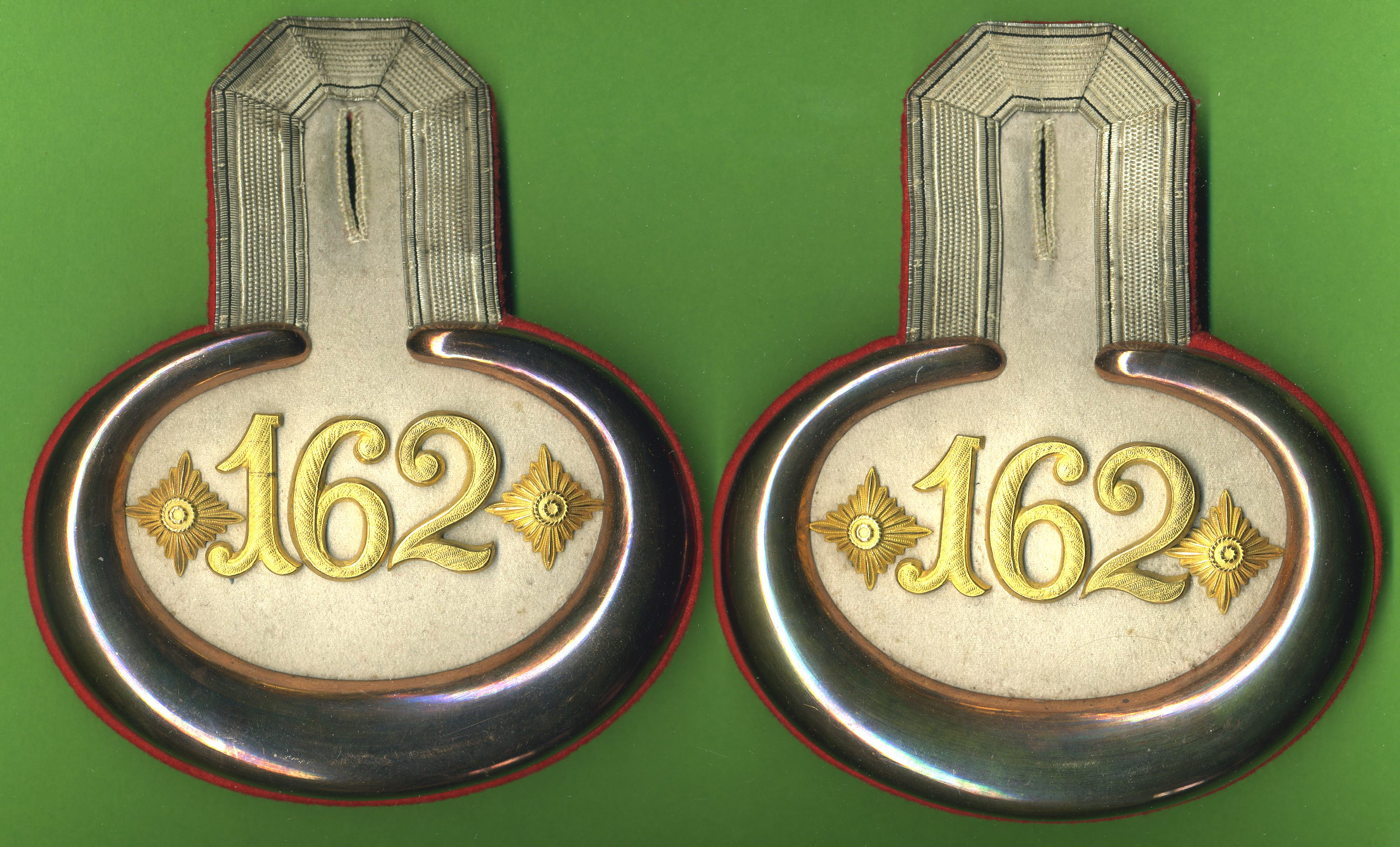
Epauletten eines Hauptmanns

Bereits im August 1914 wurde auf der Fahrt nach Frankreich bei Aachen feldgraues Tuch zum Verhüllen von unzweckmäßig leuchtenden Uniformteilen ausgegeben.
Im Sommer 1915 verschwanden an der Front die langen Degen der Offiziere und Feldwebel, wodurch die Kleidung und Ausrüstung denen der Mannschaften angepasst wurden, um weiteren hohen Verlusten an Führern vorzubeugen.

### Wappen
Das Regiment schmückte sich mit dem Wappentier der Freien und Hansestadt Lübeck. Die einzige Ausnahme bildete die Fahne, da auf ihr nicht der Lübecker, sondern der preußische Adler war.

### Fahne

Die ehemaligen Fahnen

Das Aussehen der Fahnen der Linien-Infanterie-Regimenter der Preußischen Armee war dem Korps, zu dem das Regiment gehörte, entsprechend reglementiert.
Am 16. Oktober 1897 verlieh der Kaiser dem I. Bataillon seine Fahne, die er dem Regimentskommandeur übergab. Das II. Bataillon hatte seine alte Fahne behalten, erhielt aber wenige Tage vor dem Kaisermanöver 1904 ein neues Fahnentuch, damit die Fahne zur Parade übergeben werden konnte. Zum Gottesdienst standen die Fahnen am Altar ihrer Garnisonskirche, dem Lübecker Dom.
Im Jahre 1912 verlieh die Hansestadt Lübeck dem I. und II. Bataillon ihres Regiments Fahnenbänder.
Die Fahnen wurden 1915 aus dem Felde nach Lübeck zurückgeführt, weil ihre Verwendung im Kampfe nicht mehr der Kampfführung entsprach und unnötige Opfer forderte. In einem Gottesdienst im Jahre 1920 wurden sie der Ratskirche St. Marien übergeben. Hier verbrannten sie 1942.

## Geschichte

### Gründung
Durch das Gesetz vom 28. Juni 1896 wurde mit der Heereserweiterung 1897 die Infanterie um 33 Regimenter vermehrt. Diese sollten aus den IV. Bataillonen der alten Regimenter gebildet werden. Jedes dieser neuen Regimenter hatte zunächst aus zwei Bataillonen zu bestehen.
Am 1. April 1897 wurde das Regiment als 3. Hanseatisches Infanterie-Regiment Nr. 162 aus den Halbbataillonen der Großherzog Mecklenburgischen Brigade, Großherzoglich Mecklenburgisches Grenadier-Regiment Nr. 89 und Großherzoglich Mecklenburgisches Füsilier-Regiment „Kaiser Wilhelm“ Nr. 90, und dem schon in Lübeck garsonierenden Füsilierbataillon des 2. Hanseatischen Infanterie-Regiments Nr. 76 errichtet. Die Allerhöchste Kabinettsorder (A.K.O.) vom 29. August 1899 legte den 31. März 1897 als Stiftungstag fest.
Regimenter, die nach dem Deutsch-Französischen Krieg gebildet wurden, wurden als „junge Regimenter“ bezeichnet.
Sein III. Bataillon erhielt das Regiment zum 1. Oktober 1913; es wurde aus den Kompanien 9./75, 6./84, 4./163 und 12./31 gebildet. Als Garnisonort wurde diesem Bataillon Eutin im oldenburgischen Fürstentum Lübeck zugewiesen.
Zusammen mit dem ebenfalls neuen Schleswig-Holsteinischen Infanterie-Regiment Nr. 163 bildete das Regiment die 81. Infanterie-Brigade der 17. Division des IX. Armee-Korps.

### Garnison

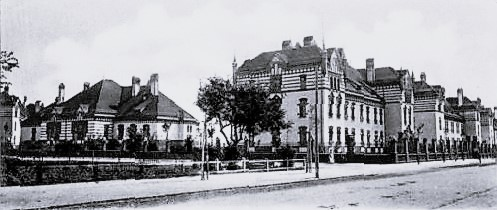
1899 bezogene ehemalige Kaserne des I. Bataillons

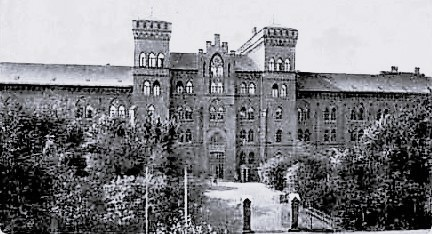
Kaserne des II. Bataillons

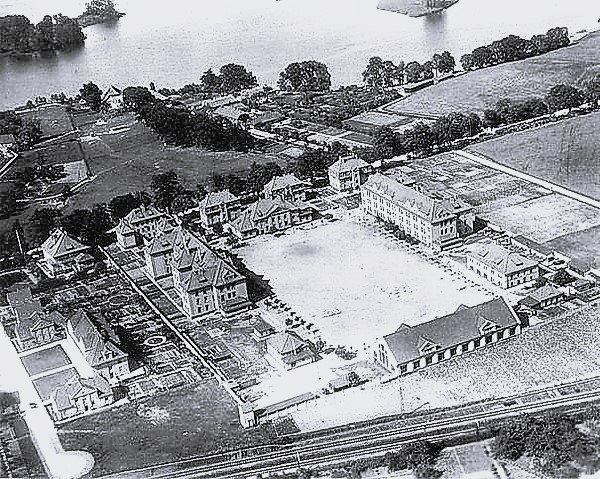
Kaserne des III. Bataillons

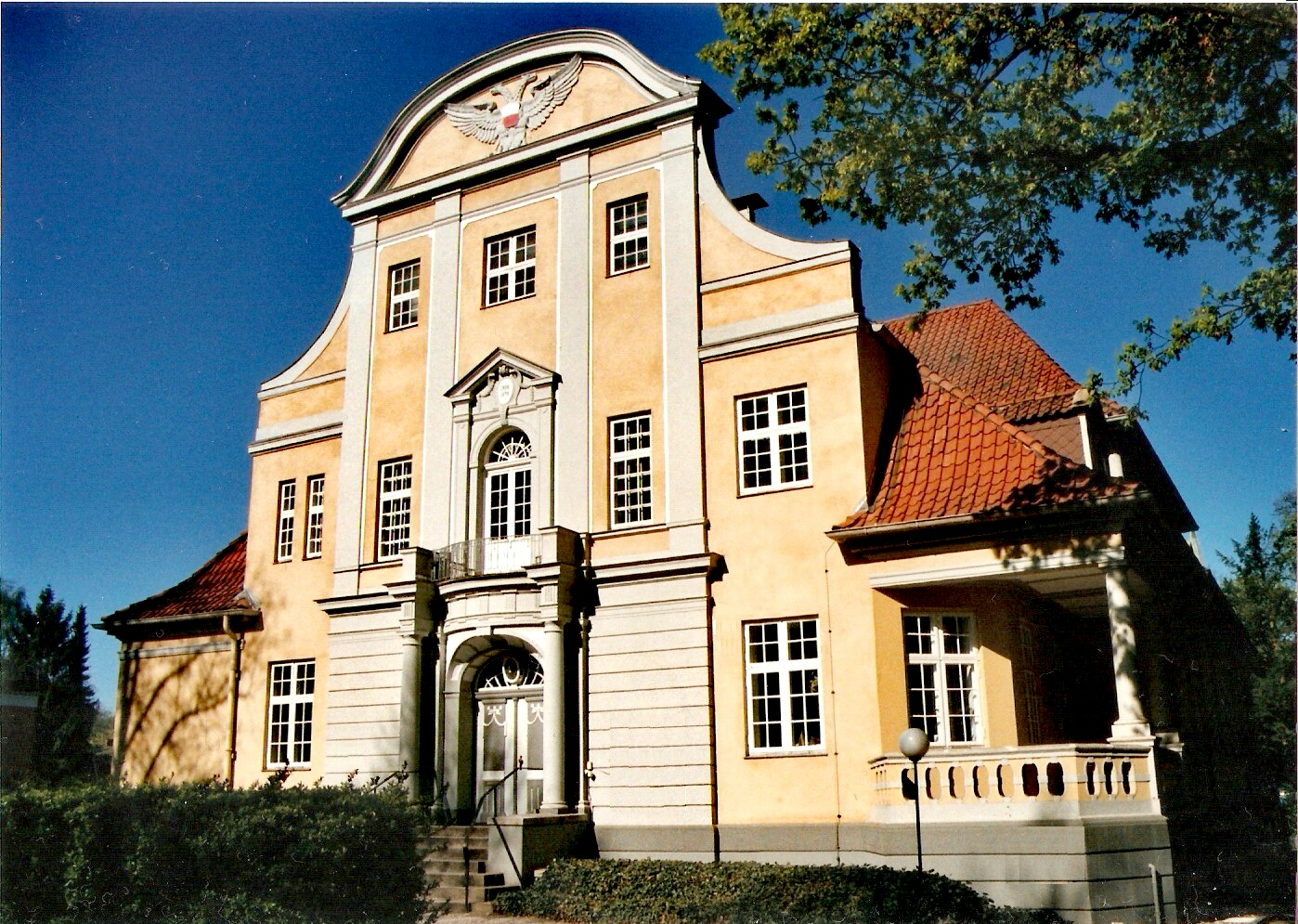
Ehemaliges Offizier-Kasino

Das III. Bataillon des Regiments 76 wurde 1867 nach Lübeck als Garnison verlegt. Nachdem es 162er wurde, blieb das nun II. Bataillon in der Alten Kaserne vor dem Holstentor. Das I. Bataillon wurde zunächst auf dem „Grünen Platz“ in Wellblechbaracken untergebracht. Es erhielt seine Kaserne 1899. Das seit 1913 bestehende, in Eutin beheimatete III. Bataillon erhielt seine Kaserne während des Ersten Weltkriegs. Zu dessen 25. Jahrestag erhielt die Kaserne von Udo de Rainville den Namen Rettberg-Kaserne. Sie dient noch heute als Kaserne.

### Kommandeure
| Dienstgrad     | Name                  | Datum                                                           | Bild |
| -------------- | --------------------- | --------------------------------------------------------------- | ---- |
| Oberst         | Wilhelm von Kettler   | 01. April 1897 bis 15. Juni 1900                                |      |
| Oberst         | Ernst Gaede           | 16. Juni 1900 bis 11. September 1902                            |      |
| Oberstleutnant | Henry Neßler          | 12. September bis 17. Oktober 1902 (mit der Führung beauftragt) |      |
| Oberst         | Henry Neßler          | 18. Oktober 1902 bis 26. Januar 1906                            |      |
| Oberstleutnant | Ernst von Oidtman     | 27. Januar bis 12. Februar 1906 (mit der Führung beauftragt)    |      |
| Oberst         | Ernst von Oidtman     | 13. Februar 1906 bis 21. März 1910                              |      |
| Oberst         | Thaddäus von Jarotzky | 22. März 1910 bis 21. April 1913                                |      |
| Oberst         | Otto von Koppelow     | 22. April 1913 bis August 1914                                  |      |
| Major          | Karl von Rettberg     | August 1914 bis 10. Juli 1917                                   |      |
| Major          | Ludwig Hauß           | 11. Juli 1917 bis Januar 1919                                   |      |

### Sonstige Offiziere
- Eberhard von Claer war Kommandeur des III. Bataillons des in Lübeck stationierten 2. Hanseatischen Infanterie-Regiments Nr. 76. Als daraus das II. Bataillon des 3. Hanseatischen Infanterie-Regiments Nr. 162 wurde, änderte sich auch seine Regimentszugehörigkeit. Während der Frühjahrsschlacht von Arras wurde er mit dem Orden Pour le Mérite ausgezeichnet.

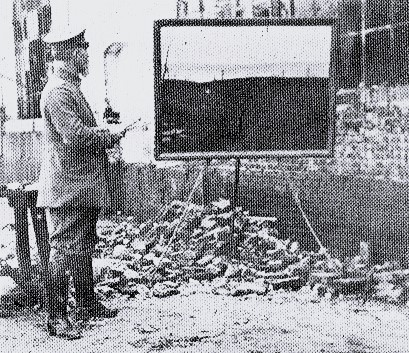

- Der Maler Hans am Ende war der wohl prominenteste Reserve-Offizier des Regiments. Er meldete sich mit Ausbruch des Ersten Weltkriegs als Oberleutnant freiwillig und kam mit dem ersten Lübecker Ersatz im Oktober 1914 zum Regiment. Im November erhielt er bereits das Eiserne Kreuz und wurde zum Hauptmann befördert. Im Dezember 1914 wurde er als Nachfolger Otto Dziobeks zum Chef der 8. Kompanie ernannt. Nach der Eroberung der „Gießeler Höhe“ 1916 hielt er die Höhe auf Gemälden für die Regimenter Nr. 162 und Nr. 163 fest. Max von Boehn, damals Kommandierender General des Korps, sollte zu seinem 50-jährigen Dienstjubiläum im Jahr 1917 ebenfalls ein solches Gemälde erhalten. Das Lübecker Gemälde hing noch nach der Auflösung des Regiments in dessen Offizierkasino und befindet sich heute im Bestand der Museen für Kunst und Kulturgeschichte der Hansestadt Lübeck. Im Dezember 1916 übernahm am Ende für einen beurlaubten Bataillons-Führer die Führung des I. Bataillons des Reserve-Infanterie-Regiments Nr. 76 (R76) und im Januar 1917 die des II. Bataillons. Anfang Mai 1917 wurde er zum Kommandeur des nach der Schlacht von Arras neu aufgestellten |II. Bataillons der 162er ernannt. Sein Verhalten in der Schlacht bewirkte, dass er zu der Abordnung gehörte, die am 22. Mai 1917 nach Denain entsandt wurde, um von Kaiser Wilhelm II. persönlich bei dessen Frontbesuch das Eiserne Kreuz 1. Klasse verliehen zu bekommen. Beim Angriff auf Messines am 10. April 1918 wurde er schwer verwundet. Im Lazarett von Stettin wurde er mit dem Ritterkreuz des Königlichen Hausordens von Hohenzollern mit Schwertern ausgezeichnet und erlag am 9. Juli 1918 seinen Verletzungen.
- Wilhelm Hagedorn war von 1901 bis 1907 Kompaniechef im Lübeckischen Regiment. Für seine Leistungen als Kommandeur des Infanterie-Regiments „Bremen“ (1. Hanseatisches) Nr. 75 in der Schlacht bei Arras erhielt er am 30. Juli 1917 den Orden Pour le Mérite.
- Franz de Rainville war seit 1911 Kompaniechef der 9. Kompanie in Eutin. Im November 1914 wurde er zum Major befördert[10] und zum Kommandeur des Eutiner Bataillons ernannt. 1917 wurde er versetzt. Als Kommandeur des Großherzoglich Mecklenburgischen Grenadier-Regiments Nr. 89 erhielt er als drittes ehemaliges Mitglied des Lübecker Regiments am 6. November 1918 die höchste preußische Auszeichnung, den Pour le Mérite.

### Die Friedenszeit des Regiments

Obere Breite Straße um 1910 während einer Senatssitzung

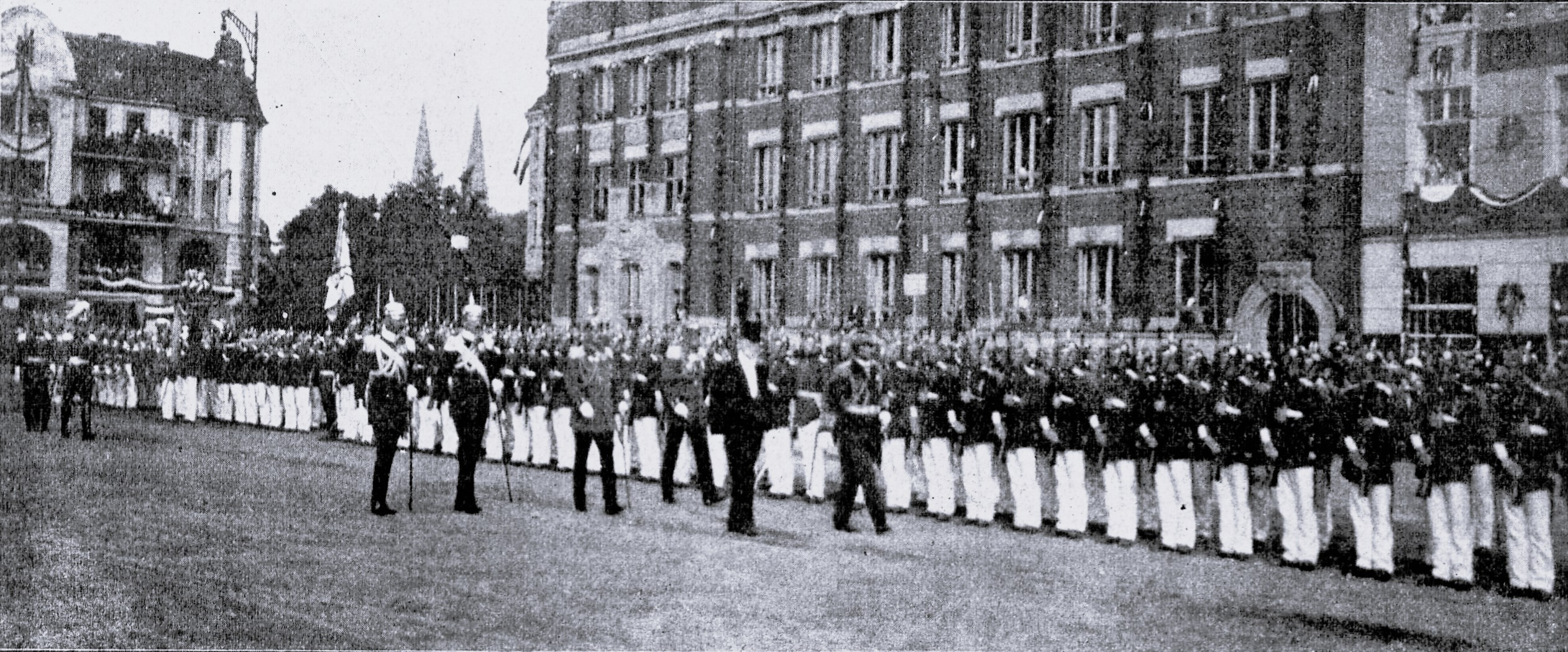
9. August 1913, letzter Besuch des Kaisers in Lübeck

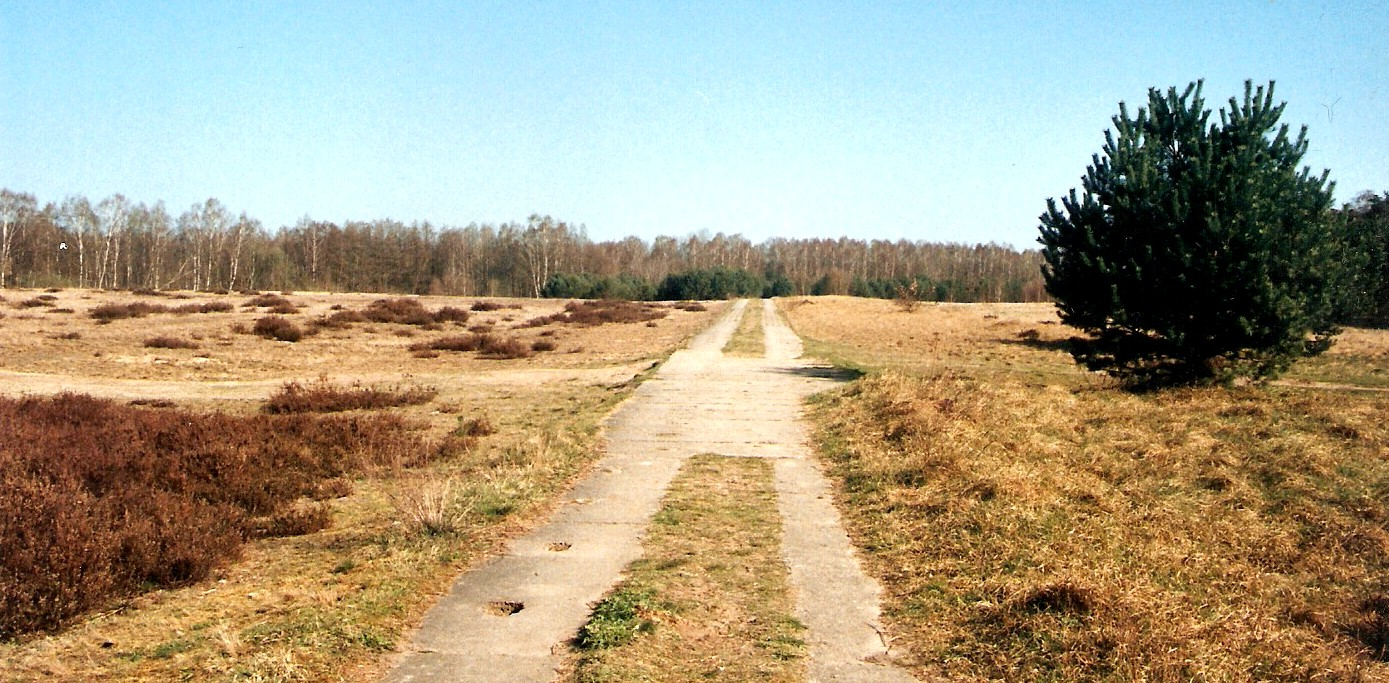
Die zur Ausbildung genutzte Palinger Heide

An den Tagen, an denen der hohe Senat Sitzung hatte, stand vor dem Rathaus ein Doppelposten als Ehrenwache. Bei Leichenbegängnissen eines Senators stellte das Regiment das militärische Trauergeleit in Paradeuniform mit Fahne und Musik.
Im Kaisermanöver verlieh der Kaiser während der Kaisertafel am 5. September 1904 dem Regiment den Namen „Lübeck“.
Der Senat machte am selben Tag dem Regiment einen Schellenbaum mit Rossschweifen in den Lübecker Farben zum Geschenk. Dessen Glocke trug die Inschrift: 5. September 1904, der Senat von Lübeck. Die Genehmigung, den Schellenbaum führen zu dürfen, wurde am 10. November 1904 erteilt. Der Baum wurde dem Regiment durch den Vorsitzenden der Militärkommission des Lübecker Senates, Johann Martin Andreas Neumann, am 14. Januar 1905 in der Kriegsstube des Rathauses überreicht.
Nach der Kaiserparade während des Kaisermanövers kehrte die von Otto von Trautmann kommandierte 6. Kompanie nach Lübeck zurück, um die Ehrenposten in der Stadt zu stellen. Die während des anstehenden Kaisermanövers in dem Hotel Stadt Hamburg in Lübeck Wohnung nehmenden Fürstlichkeiten – Prinz Heinrich, Prinz Albrecht, Prinz Friedrich Leopold, Prinz Heinrich XVIII. oder der Generaloberst Hahnke – erhielten für die Dauer ihres Aufenthaltes je zwei Ehrenposten.
Beim Kaisermanöver 1904 war beim Regiment durch Einziehen von Reserven erstmals ein III. Bataillon aufgestellt worden. Die Offizierstellen wurden durch Abordnungen von anderen Regimentern des Armee-Korps besetzt, was bis zum Manöver 1913 beibehalten wurde.
Ab November 1911 war die MG-Kompanie rechtmäßiger Truppenteil des I. Bataillons.
Als der Kaiser, wie zu dessen 25-jährigem Thronjubiläum am 16. Juni 1913 angekündigt, im August (zum letzten Male) Lübeck besuchte, erwies das Regiment ihm, wie bereits am 16. Juni 1900 zur Eröffnung des Elbe-Trave-Kanals, die militärischen Ehren.
Da es anfangs noch keinen Schießstand in Eutin gab, musste zu jedem Scharfschießen nach Lübeck gefahren werden. Auch die Gefechtsausbildung fand für das Eutiner wie für die beiden Lübecker Bataillone in der Palinger Heide bei Lübeck statt. Vor der Vollendung der Eutiner Kaserne begann der Krieg.

### Boxeraufstand

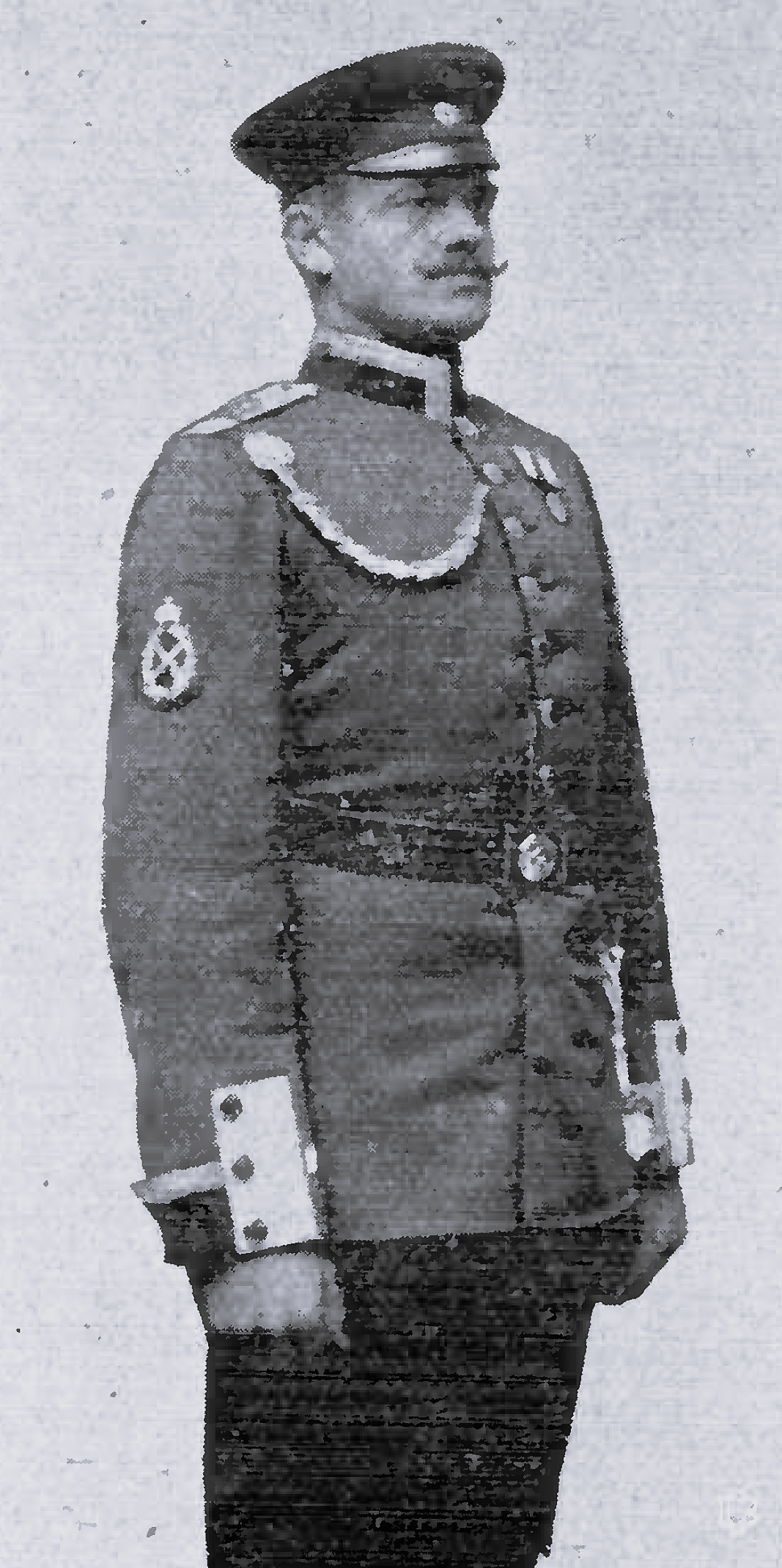
Sergeant Wegner

1897 hatte Deutschland durch pachtweisen Erwerb Kiautschous in China Fuß gefasst. Der Boxeraufstand bedrohte ab 1900 deutsche Interessen. Durch die Ermordung des deutschen Gesandten in Peking, Clemens von Ketteler, wurde am 9. Juli durch A.K.O. die Bildung eines Expeditionskorps befohlen. Dies waren zunächst die beiden Seebataillone.
Sergeant Wegner und eine Reihe weiterer Freiwilliger aus den Reihen des Regiments machten freiwillig den Chinafeldzug beim Seebataillon mit. Dekoriert mit der China-Denkmünze kehrten fast alle im Herbst 1901 nach dem Ende des 16-monatigen überseeischen Einsatzes zum heimischen Regiment zurück.
1905 gewann die von vom Hauptmann König befehligte Kompanie im Kaiser-Preisschießen erstmals das Kaiserabzeichen und Wegner, der neben den besten Resultaten beim Kaiser-Preisschießen auch den besten Platz beim Krieger-Vereins-Preisschießen erwarb, wurde bester Schütze des IX. Armee-Korps.

### Herero-Aufstand

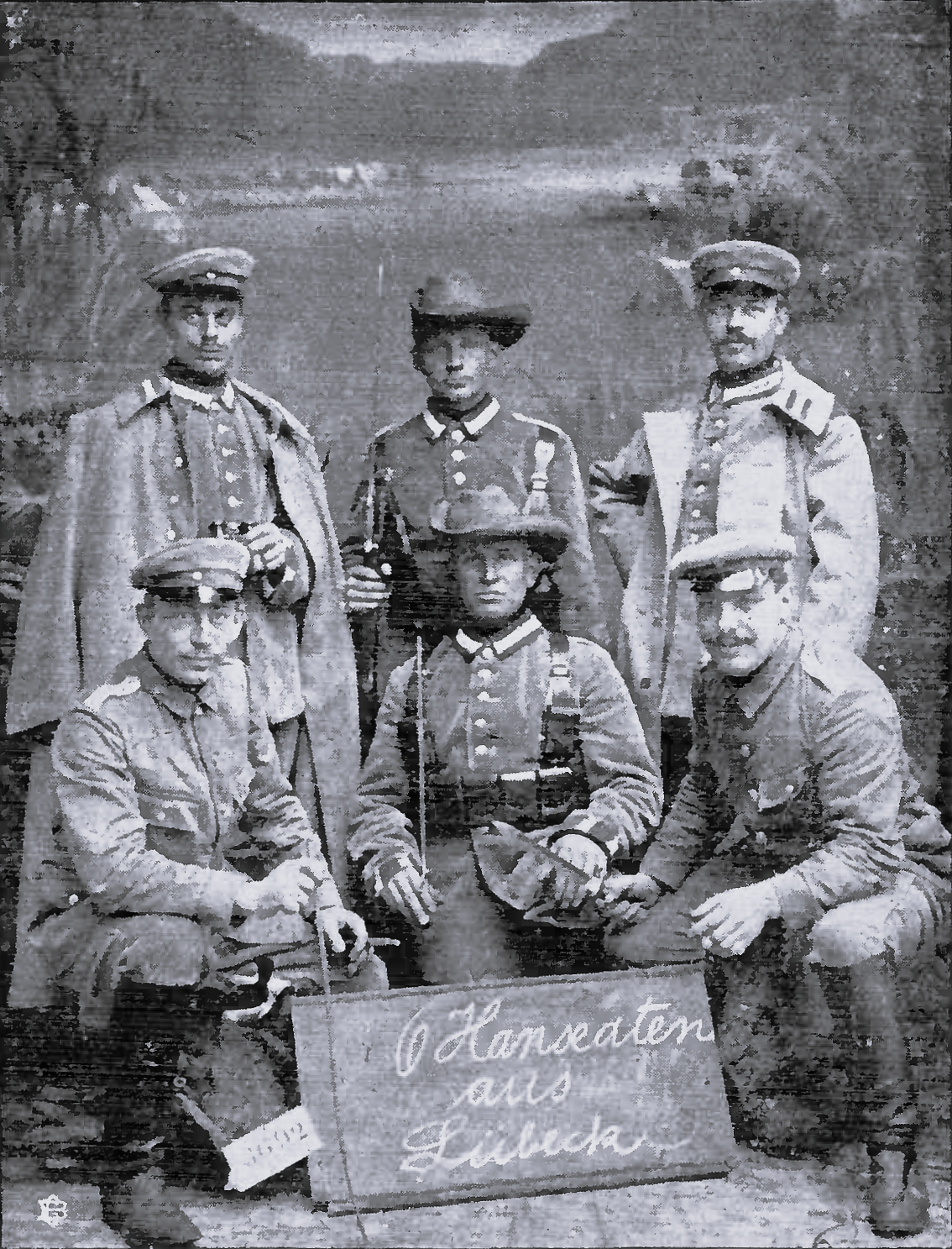
Lübecker bei der deutschen Armee in Südwestafrika

Mitte Januar 1904 drangen die ersten Nachrichten vom Aufstand der Herero und Nama nach Deutschland. Bereits am 17. Januar erging der Befehl zur Mobilmachung eines Marine-Expeditionskorps, das am 21. seine Fahrt nach Swakopmund antrat. Die Schutztruppe für Deutsch-Südwestafrika wurde durch Freiwillige aus den Reihen der Armee verstärkt. Wie beim Boxeraufstand gab es auch diesmal zahlreiche Freiwillige aus dem Regiment.
Zum zehnjährigen Bestehen der 162er wurde ihnen vom Kameradschaftsbund der 76er und 162er zu Lübeck ein Gedenkstein im Hof der Marli-Kaserne gestiftet, auf dem die in Deutsch-Südwestafrika gefallenen Freiwilligen des 162ten mit Namen sowie Sterbedatum und -ort verzeichnet sind. Diese Tafel befindet sich heute auf dem Lübecker Ehrenfriedhof.

### Erster Weltkrieg

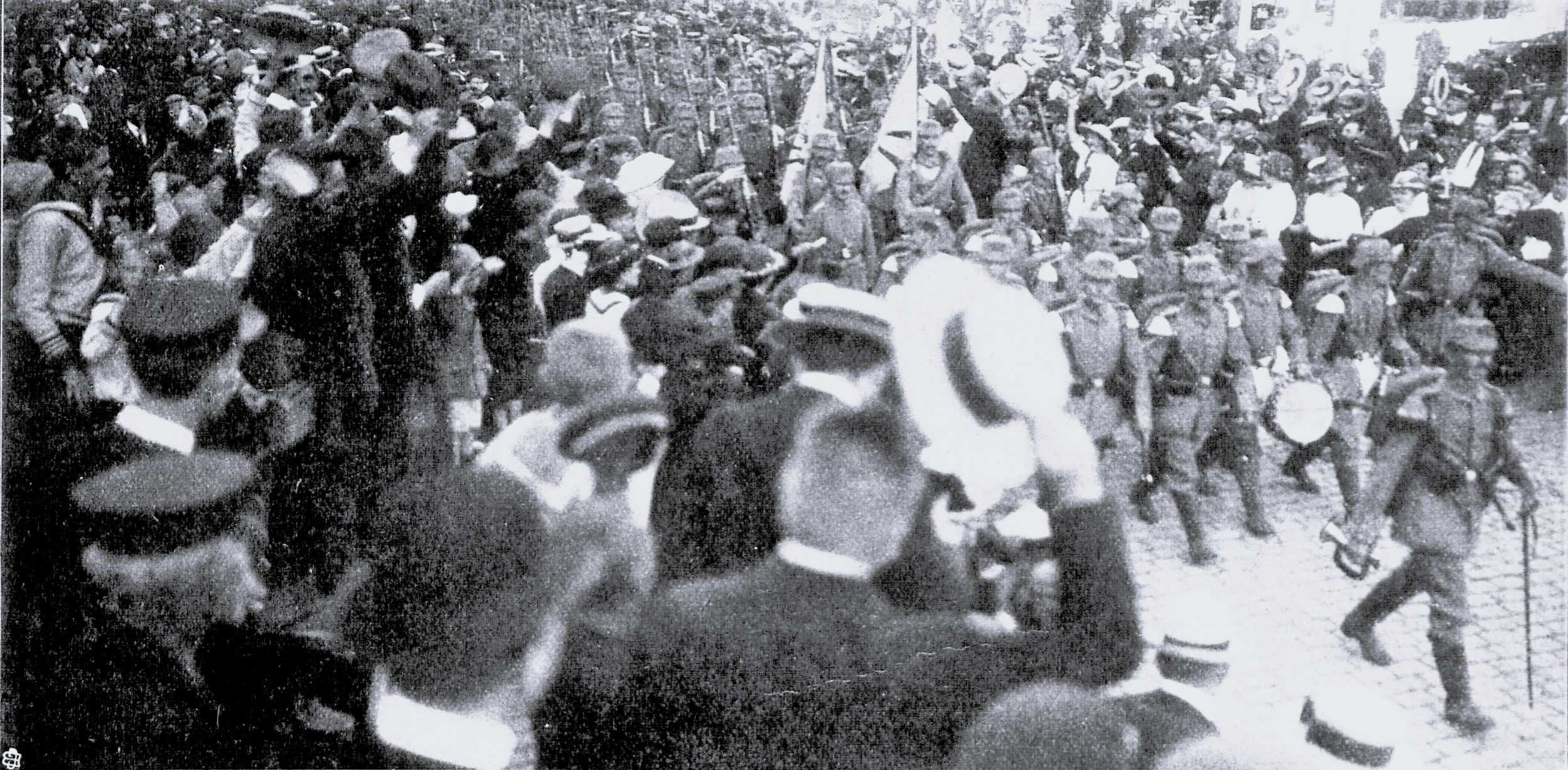
Abmarsch des II. Bataillons des Regiments Lübeck (am Bahnhof)

Nachdem Österreich-Ungarn am 28. Juli 1914 Serbien den Krieg (3. Balkankrieg) erklärt hatte, ordnete Russland als Verbündeter Serbiens und Mitglied der Triple Entente am 29. Juli 1914 die Generalmobilmachung an. Das Lübeckische Regiment verließ am 31. Juli, nachdem der Kaiser den Kriegszustand („Zustand drohender Kriegsgefahr“) verordnet hatte, seine Garnison.
Der Lübecker General-Anzeiger sollte während des Ersten Weltkriegs täglich in seinen Ausgaben eine Ehrentafel über jüngst Gefallene, Verwundete und Verschollene publizieren. Da deren Anzahl jedoch in kürzester Zeit ein Ausmaß erreichte, mit dem keiner gerechnet hatte, wurde deren Veröffentlichung nach kurzer Zeit jedoch wieder eingestellt.

#### 1914–1916

Ausfahrt des ersten Lübecker Ersatzes am 18. Oktober 1914

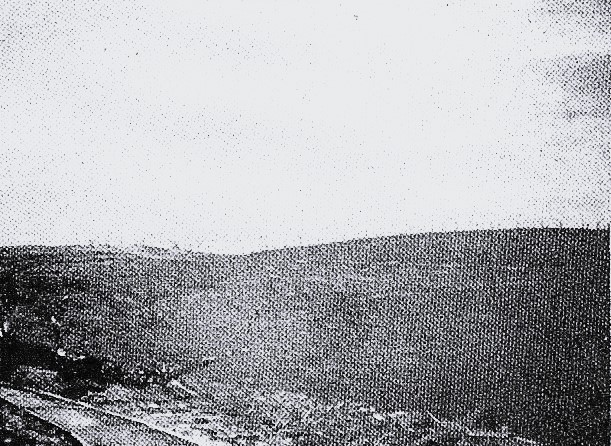
Die Gießler Höhe von Hans am Ende

Das Regiment wurde zunächst auf Sylt, wo es den deutschen Mobilmachungsbefehl erhielt, zum Inselschutz und anschließend in Nordschleswig zur Sicherung der Grenze zum neutralen Dänemark eingesetzt. Auf dem Wege an die Front geriet es in die „Verwicklungen“ in Löwen und sah über seinem Biwakplatz bei Termonde erstmals einen feindlichen Flieger. Erste Feindberührung hatte das Regiment nahe Quatrecht.
In der Schlacht von Noyon überschritt es am 16. September die französische Grenze und stieß bis zum 19. bis Le Hamel – wo der Bewegungskrieg in den Grabenkrieg (Stellungskrieg) überging – vor. Die alliierte Aufklärung stufte die Division als Division ersten Ranges ein und begründete somit mit den Ruf des Regiments als Eliteregiment.
Bis Oktober 1915 verharrte die 17. Reserve-Division im Stellungskrieg zwischen Roye und Noyon. Das III. Bataillon (die Eutiner) kämpfte von September bis Dezember 1915 als Teil des Regiments Sick in Thélus, bevor es wieder zu den 162ern zurücktrat.
Im Winter 1915/16 auf den Höhen von Givenchy errichteten 1915 die Lübecker zwischen Angres und dem Fabarius-Berg eine zweite, die Lübecker, Stellung. Am 21. Februar 1916, an diesem Tage begann die Schlacht um Verdun, erstürmte die Division bei Angres die sogenannte „Gießler-Höhe“.
Im Frühling wurde das Regiment auf der Vimy-Höhe, Lens St. Pierre und bei Loos eingesetzt. Am 18. Juni wurde ein Großteil des Regiments zwischen Sallaumines und Avion Zeuge vom Absturz des damaligen Fliegerhelden Immelmann.
Vom Juli bis November 1916 war das Regiment, unterbrochen von einem einmonatigen Einsatz am La Bassée-Kanal und bei Liévin, in der Abnutzungsschlacht (Sommeschlacht) eingesetzt

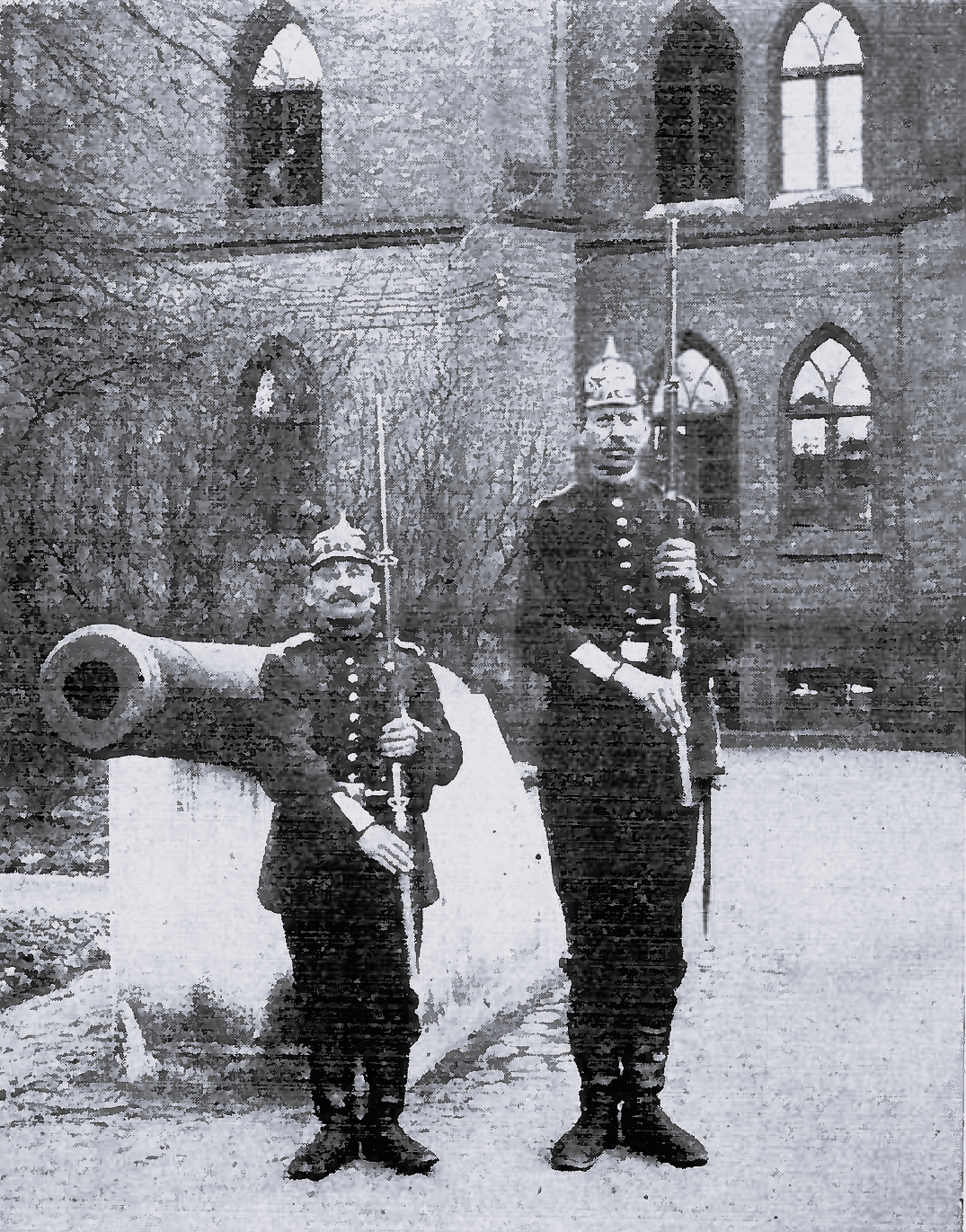
Größter und kleinster Soldat
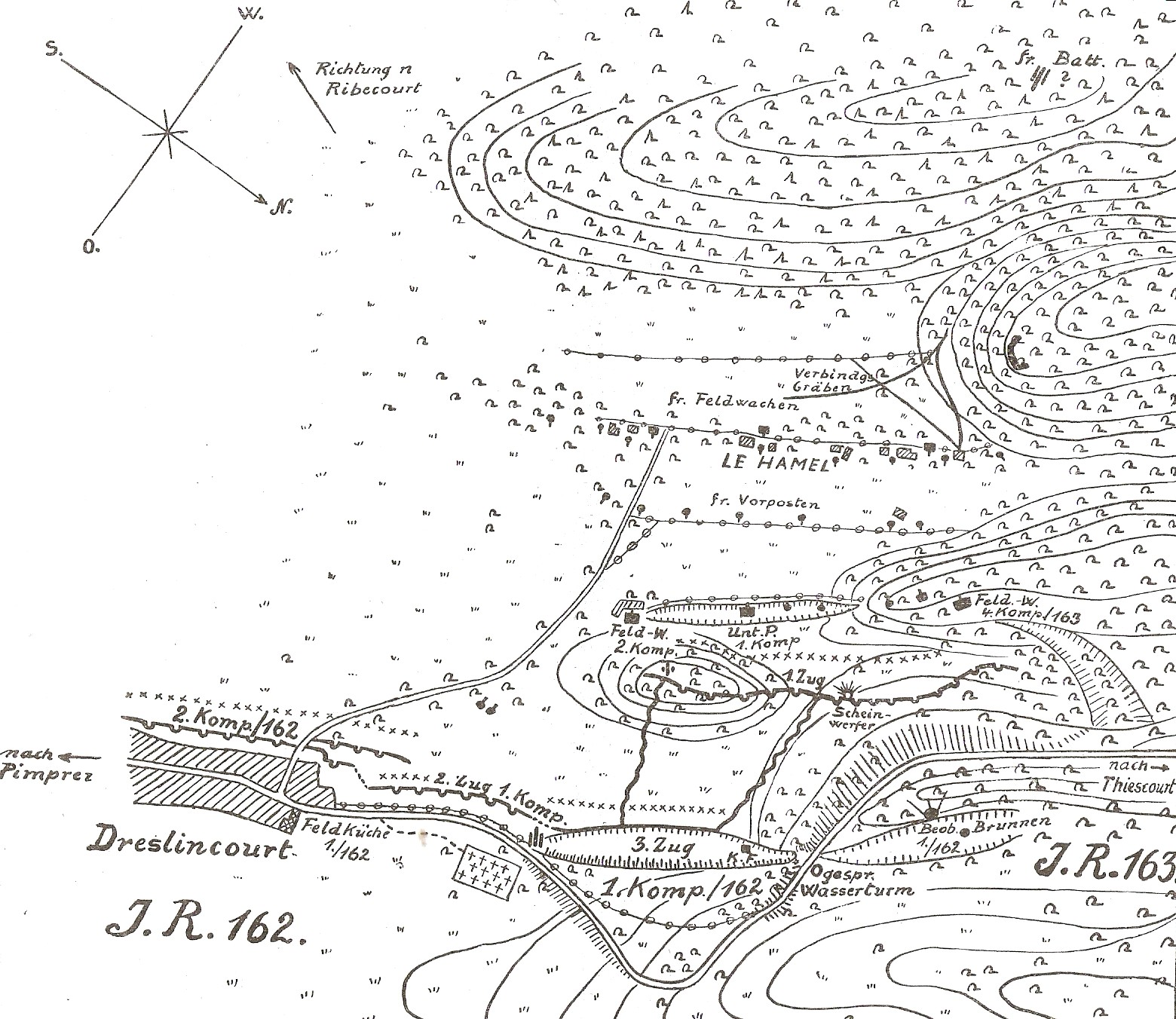
Stellung vor Dreslincourt
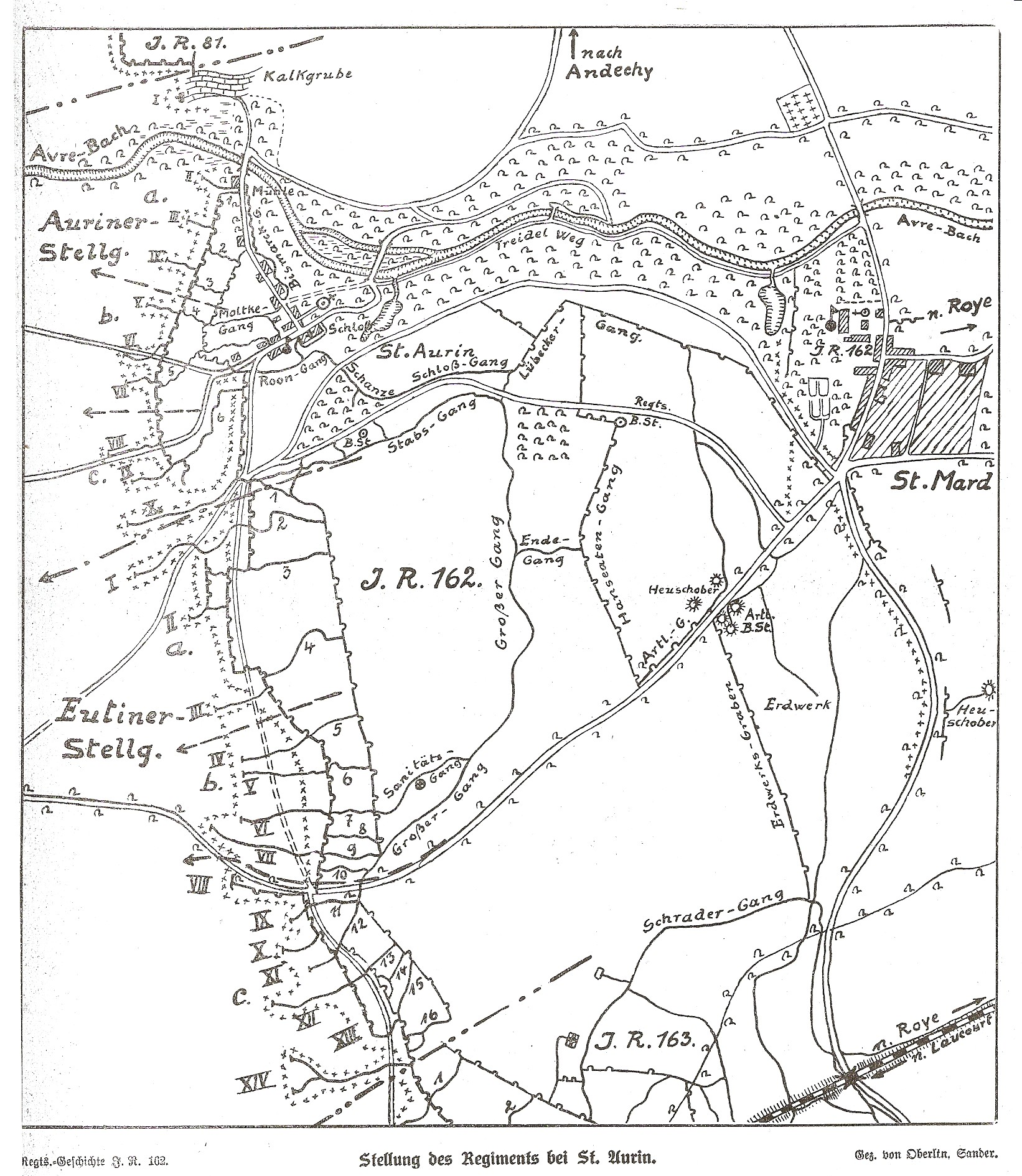
St. Aurin
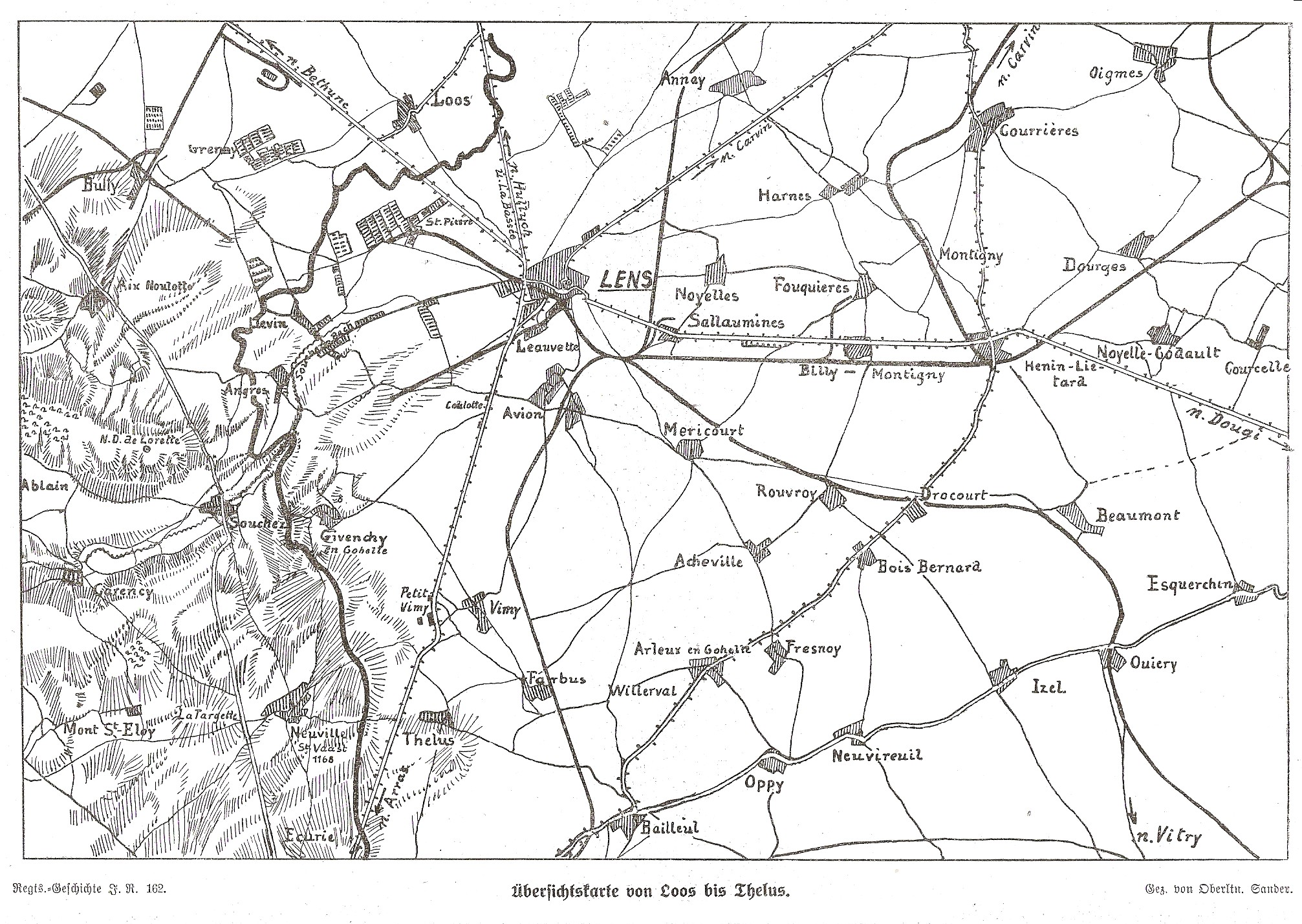
Loos bis Thélus
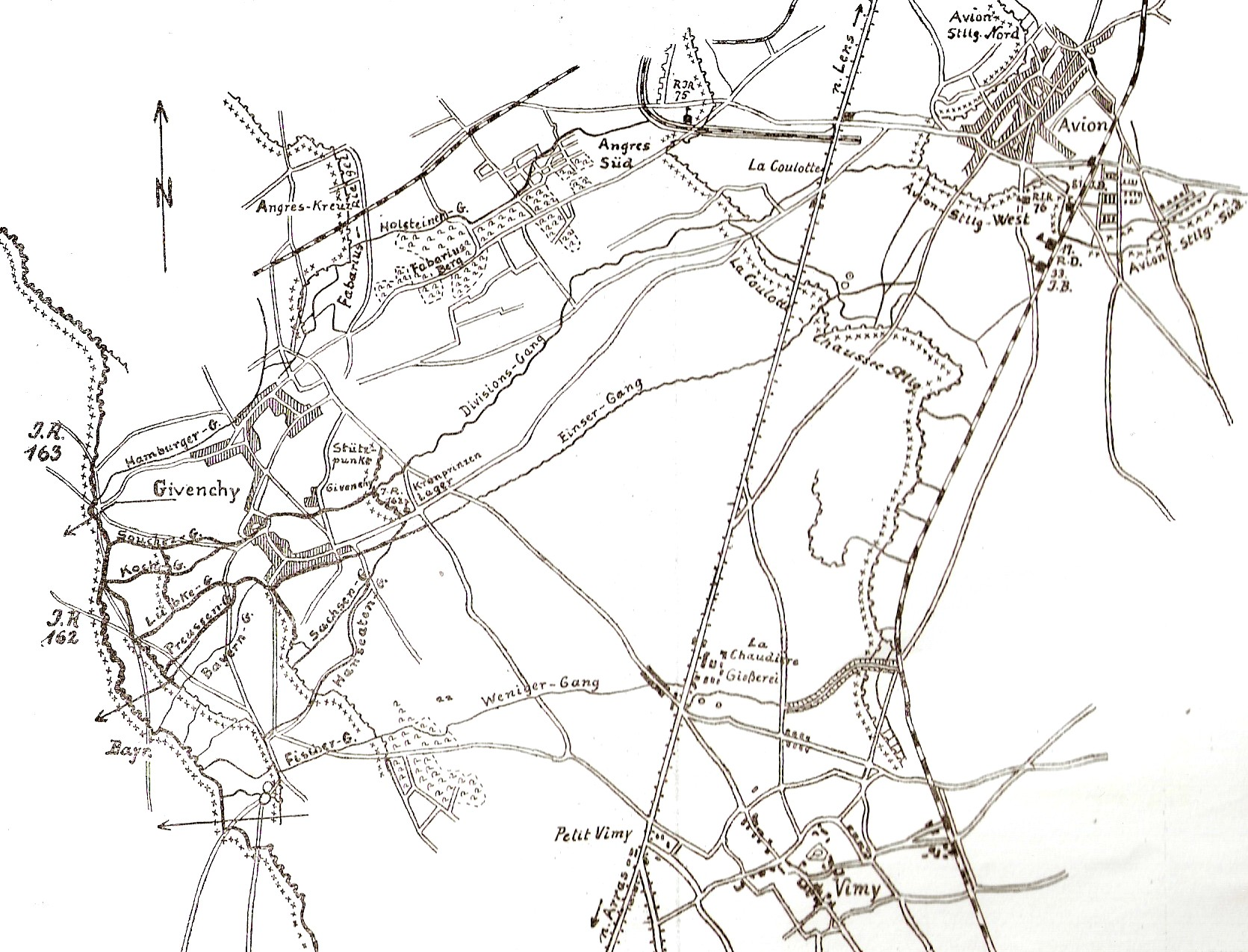
Givenchy und auf den Vimy-Höhen
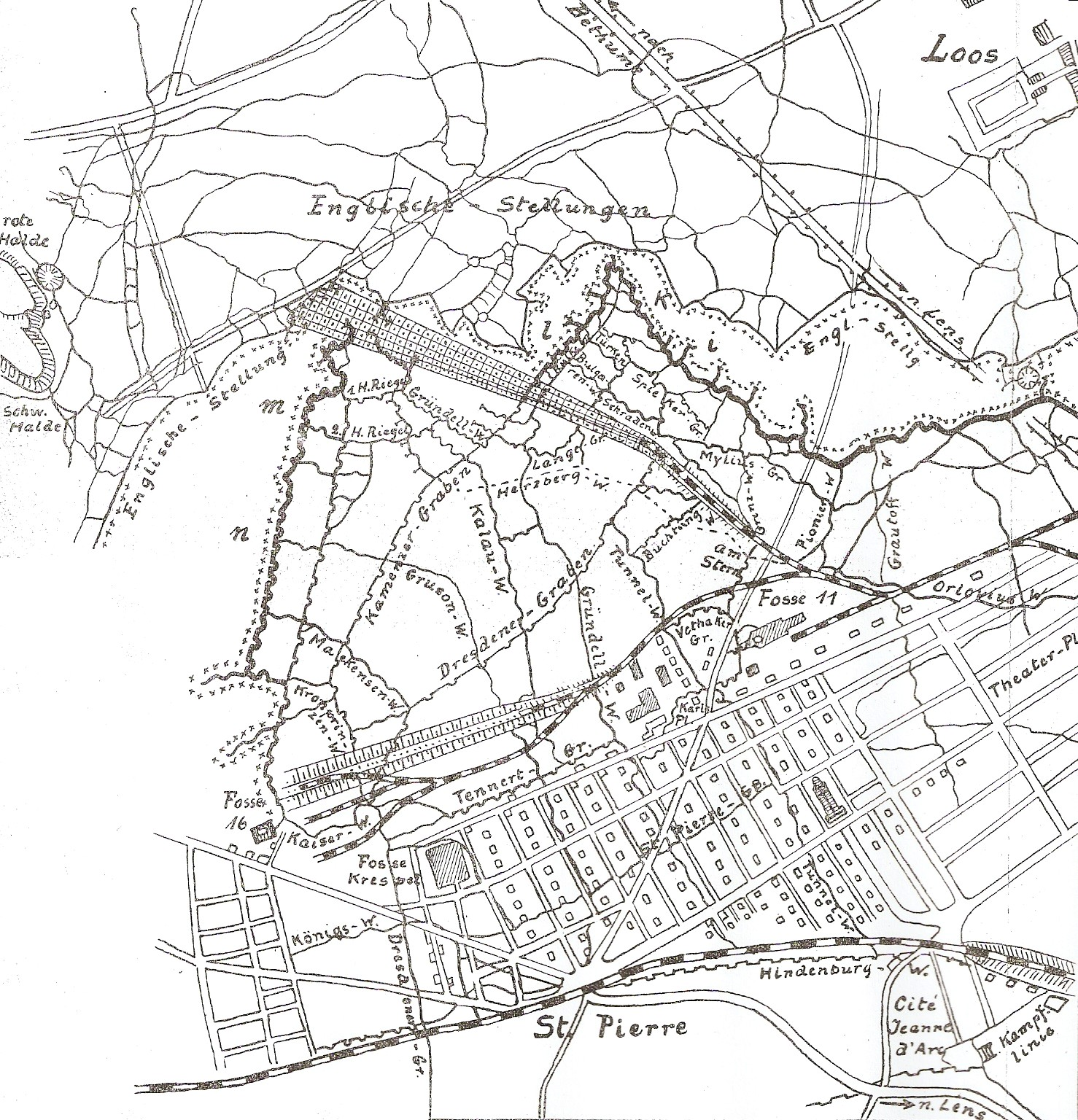
Loos
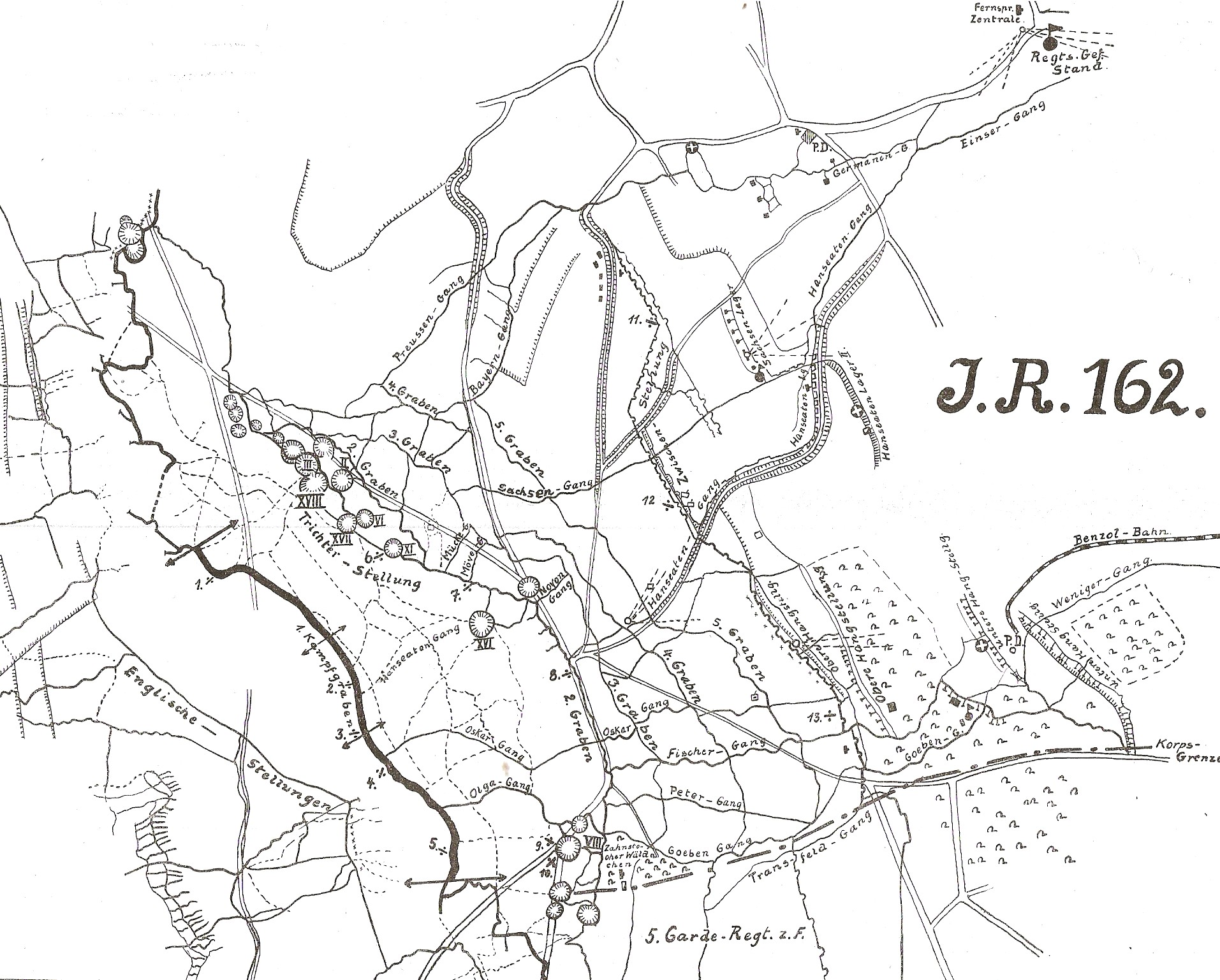
Vimy-Höhen
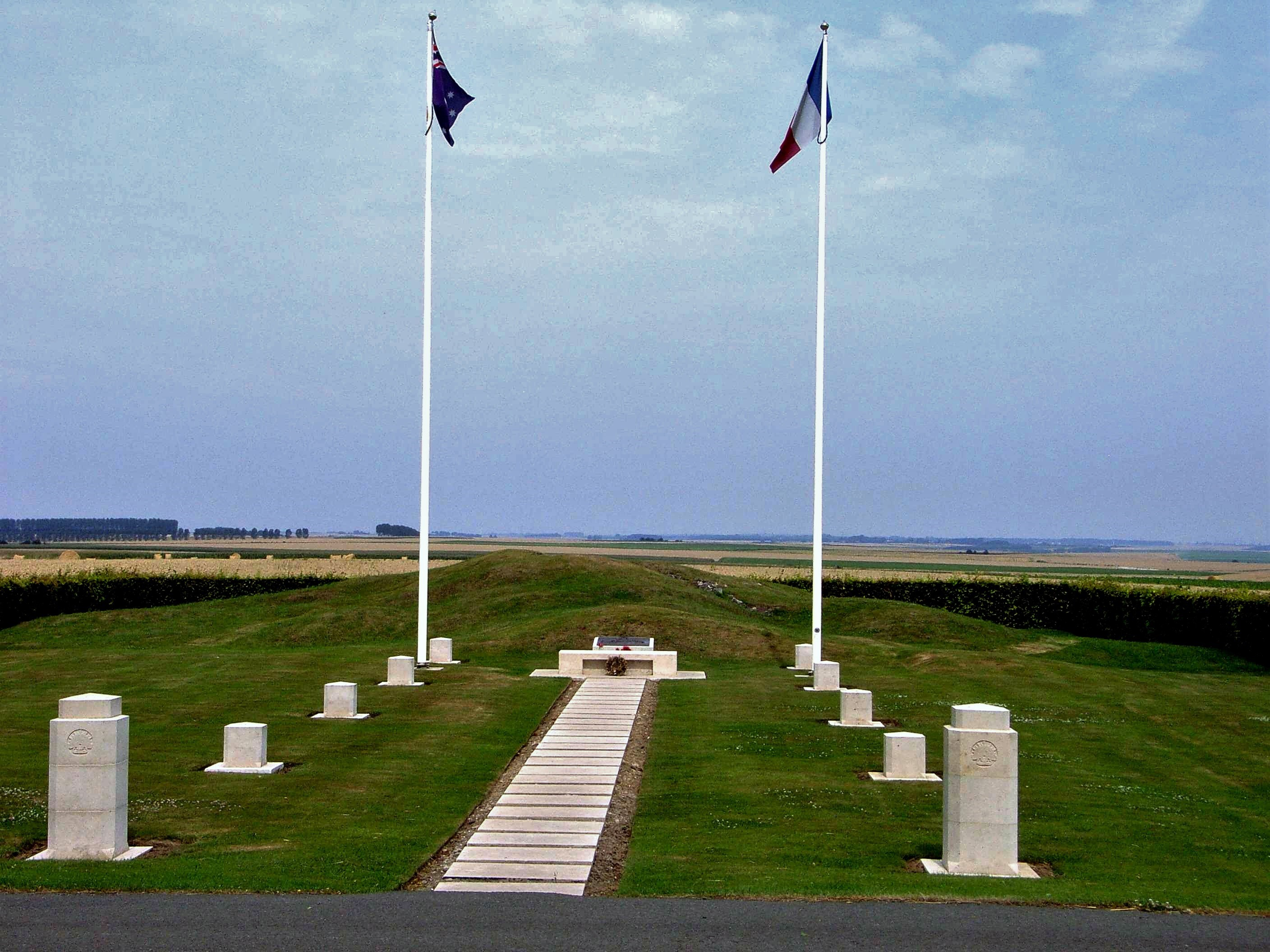
Windmühlenhügel
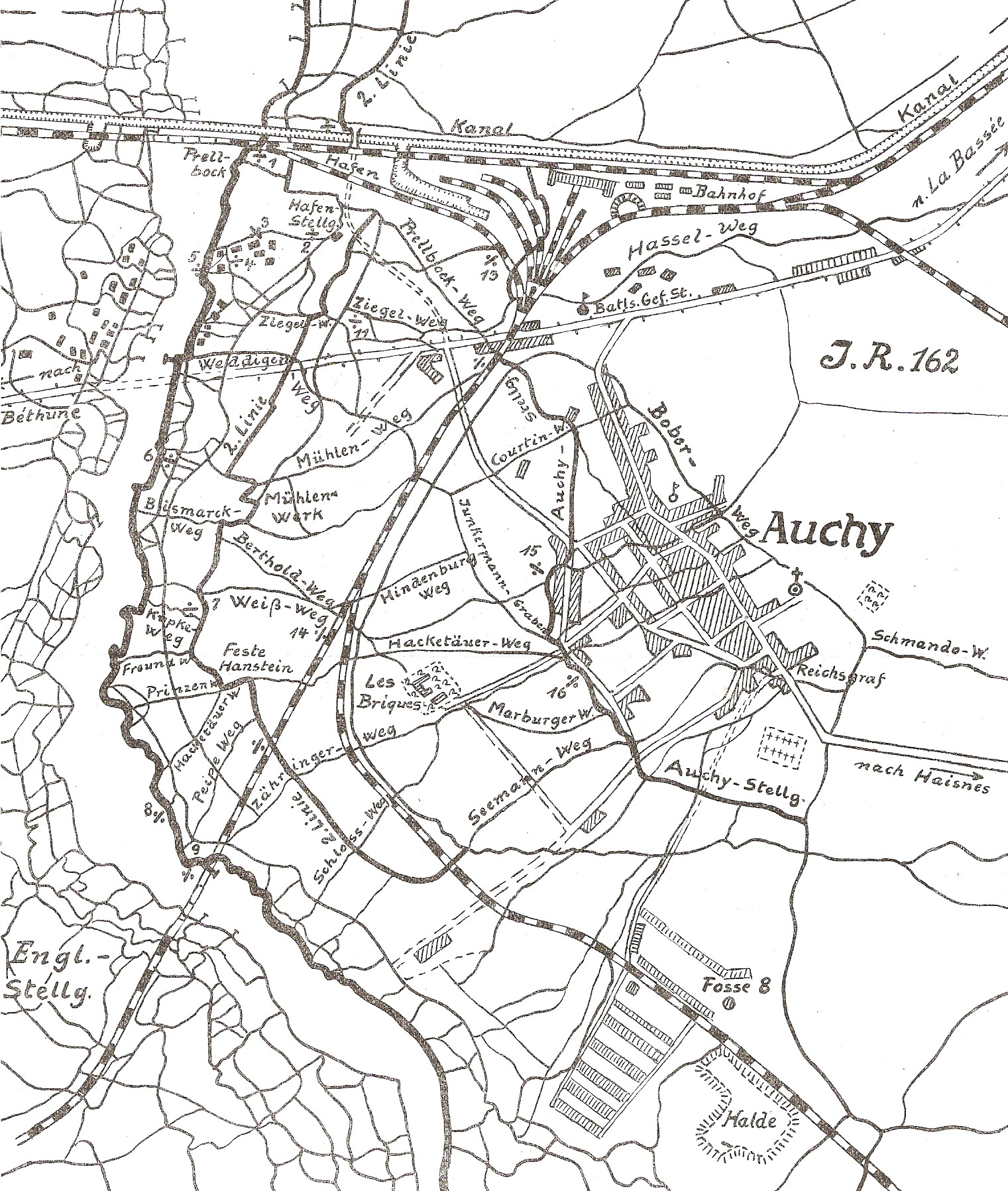
La-Bassée-Kanal bei Auchy
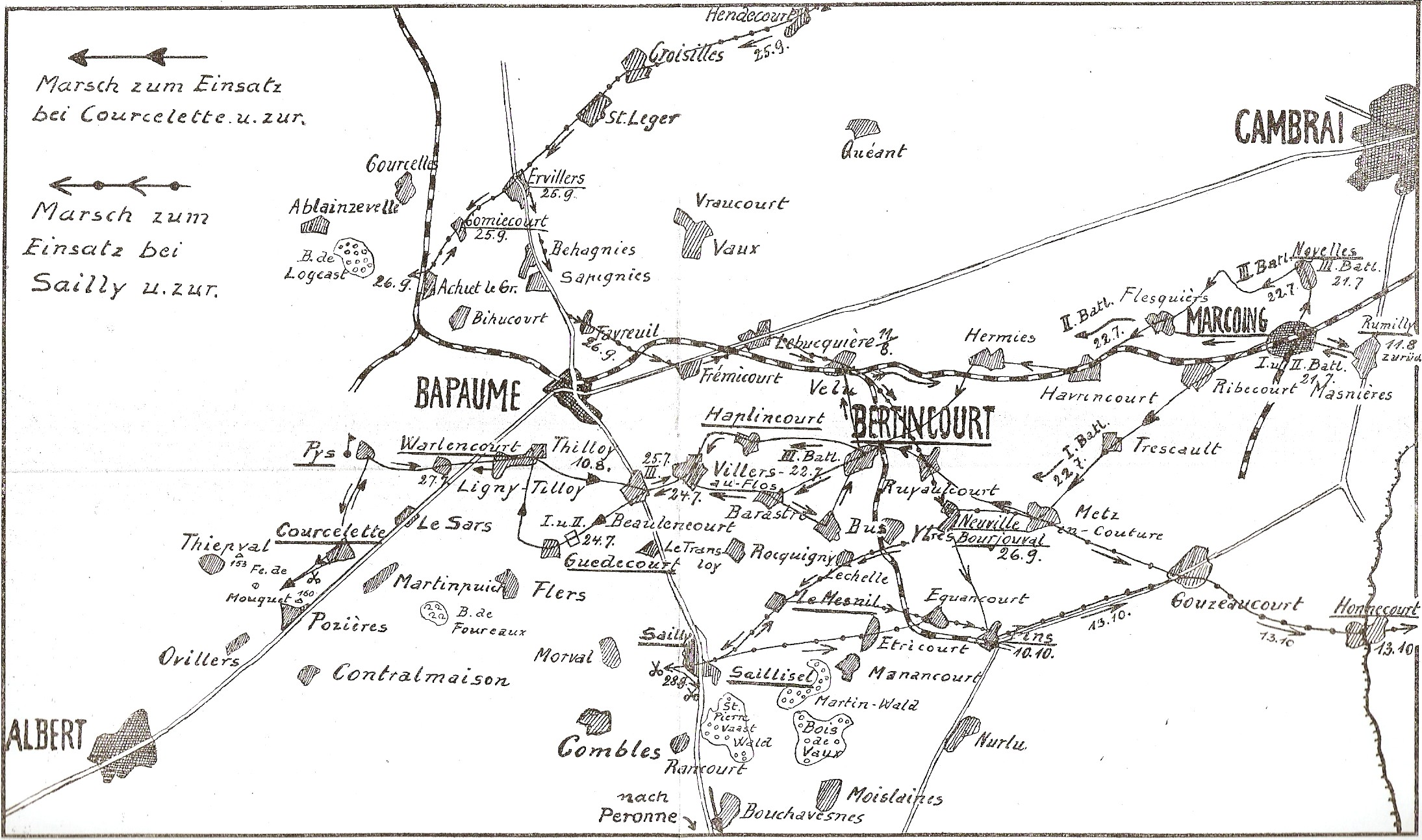
1. und 2. Einsatz an der Somme

#### 1917–1918
1917

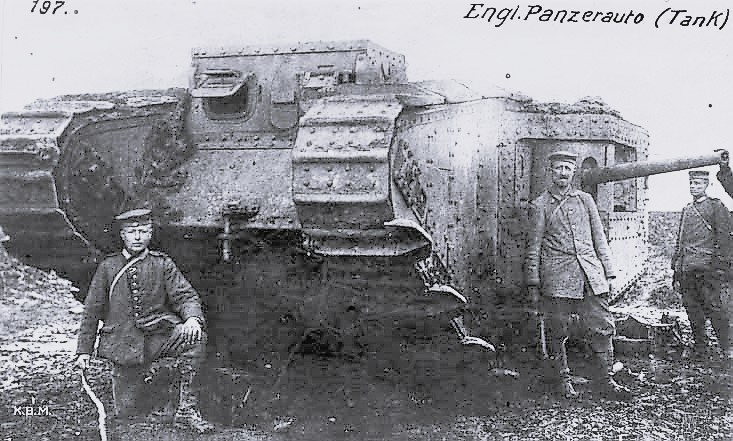
Mark-II-Tank April 1917 in Nähe von Arras erbeutet

Der Winter 1916/17 verbrachte das Regiment vor Ypern in St. Julien, hier sollte später die Frontlinie der Dritten Ypernschlacht verlaufen. Vom 16. Januar bis 20. Februar wurde das Regiment zur Erholung nach Brügge, dem über einen Kanal nach Oostende und Zeebrügge mit der Nordsee in Verbindung stehenden Heimathafen der flandrischen U-Boot-Flottille, verlegt.
Das Regiment kämpfte in der Frühlingsschlacht von Arras und bis November in der Siegfriedstellung.
Im Dezember 1917 wurde die Division zurück nach Flandern verlegt. Kurz bevor die Schlacht von Cambrai ausbrach, wurde die Division zurück in die Siegfriedstellung verlegt. Das Regiment blieb bei der Gruppe Wytschaete und wurde nach Gheluvelt verlegt.
1918
Den Januar verbrachte das Regiment zur Erholung in Kortrijk, bevor es nach Houthem, einem Brennpunkt der Schlacht von Messines (Wytschaeteschlacht), auf die rechte Seite des Kemmels verlegt wurde.

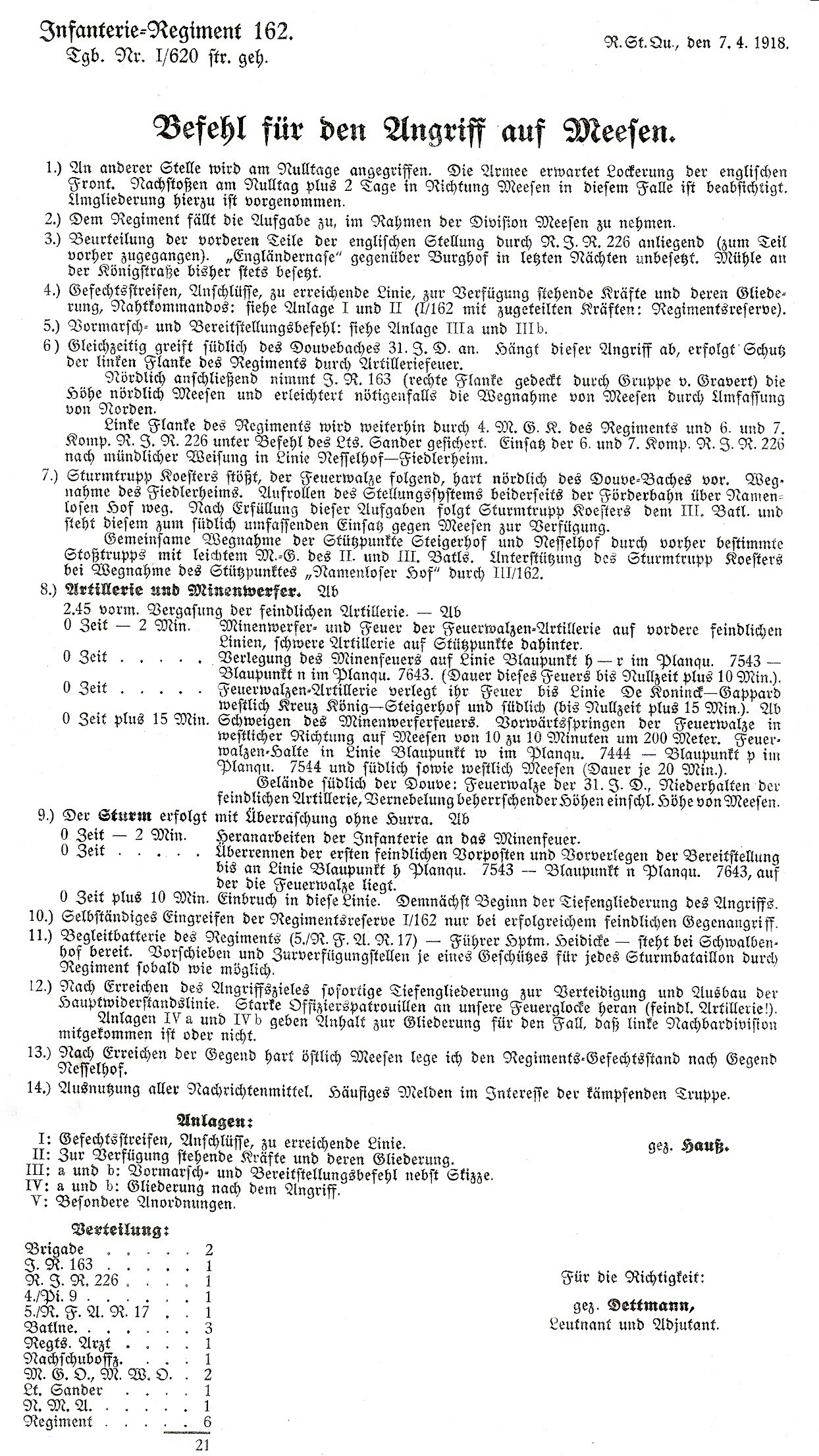
Befehl für den Angriff auf Meesen

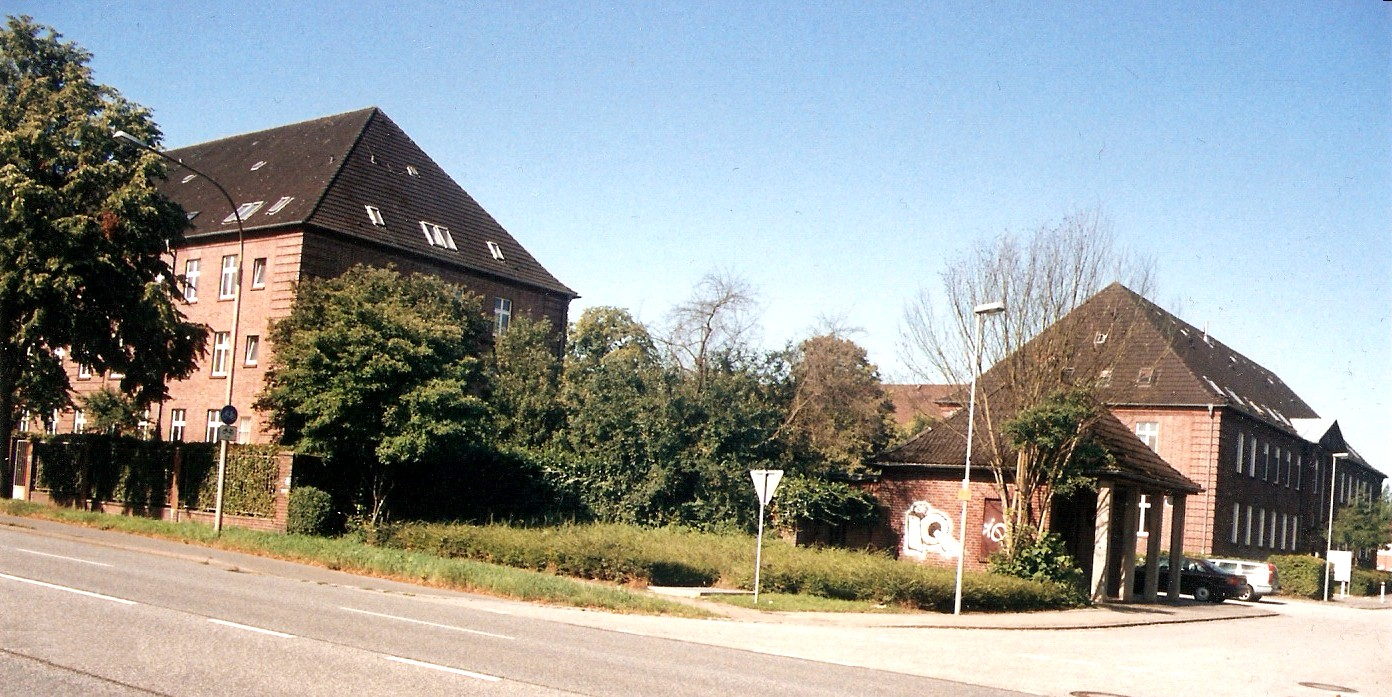
Ehem. Cambrai-Kaserne, benannt nach dem Arrondissement von Le Câteau

Während des dortigen Aufenthalts weilte der damals hoch angesehene Kriegsmaler Professor Ungewitter zu Studienzwecken als Gast des Regiments im Abschnitt von Houthem.
Am 6. April wurde das Regiment in die Schlacht um den Kemmel (Teil der vierten Ypernschlacht) geschickt. Hier eroberten es Meesen, kurz darauf Wijtschaete (auch seiner Zeit Wytschaete genannt, ist heute ein Stadtteil Heuvellands), woraufhin das Regiment zur Regeneration herausgezogen wurde.
Diese fand das Regiment in Knocke und erreichte durch Ersatz von der ehemaligen Ostfront wieder Gefechtsstärke. Hier traf es durch Zufall den aus der heimischen Aegidienkirche, derzeit als Marinepfarrer tätigen, Wilhelm Jannasch. Es war die Zeit, in der die Engländer die in der Nähe gelegenen beiden deutschen U-Boot-Häfen vernichteten.
Im Rahmen der Kaiserschlacht nahm es an der Matz-Offensive teil und hielt während der Hunderttageoffensive die Stellungen bei Lataule, Ressons und bei Canny-sur-Matz.
Als Korps-Reserve wurde das Regiment im September in kurzen Abständen nach Ligny en Cambresis östlich Cambrai, nach Briey unweit Metz in der Nähe des Ortes, wo Tage vorher die Schlacht von St. Mihiel stattgefunden hatte, und schließlich nach Thielt in Flandern verlegt. Von hier wurde es in die Hermannstellung, auf sie hatte sich das deutsche Heer nach Aufgabe der Siegfriedstellung zurückgezogen, bei Le Câteau zur Abwehrschlacht verlegt. Es war der letzte Kampfeinsatz des Regiments.
Über Löwen ging es den gleichen Weg, den das Regiment 1914 gekommen war, nach Deutschland zurück und über Trier nach Berthelming in Lothringen.

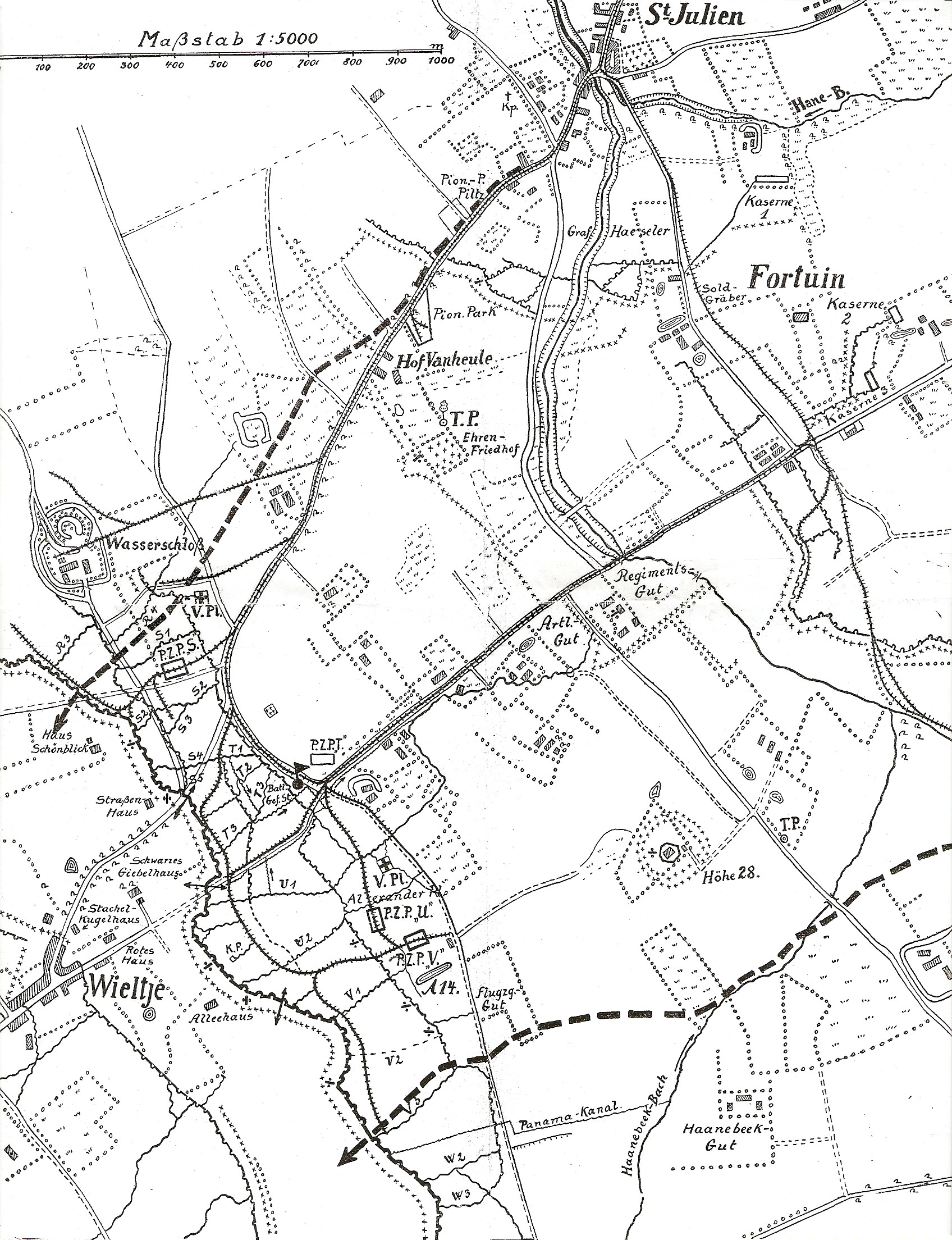
St. Julien
Offizierskorps
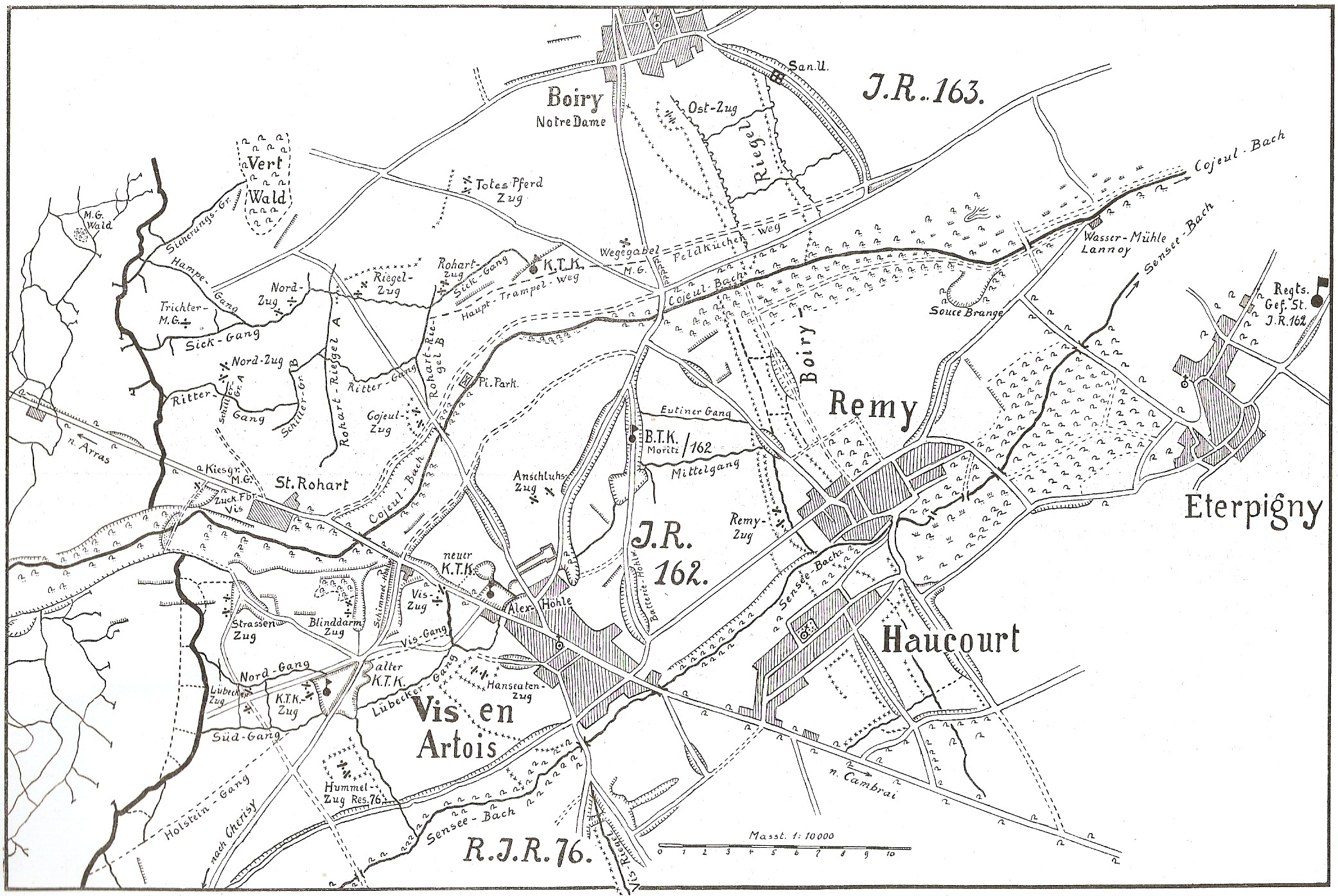
Bois du Vert und bei Vis en Artois
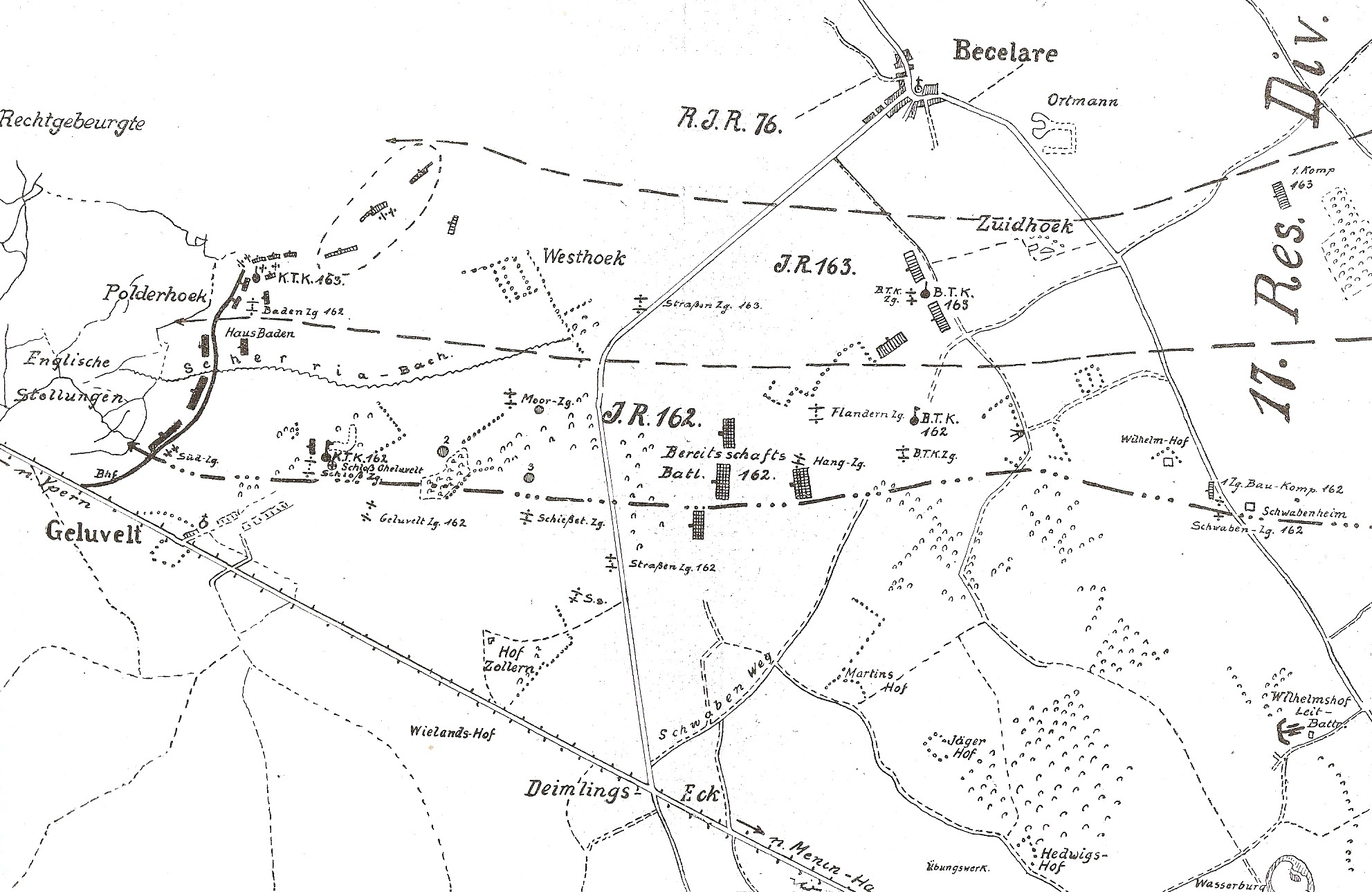
Geluvelt-Polderhoek
Houthem
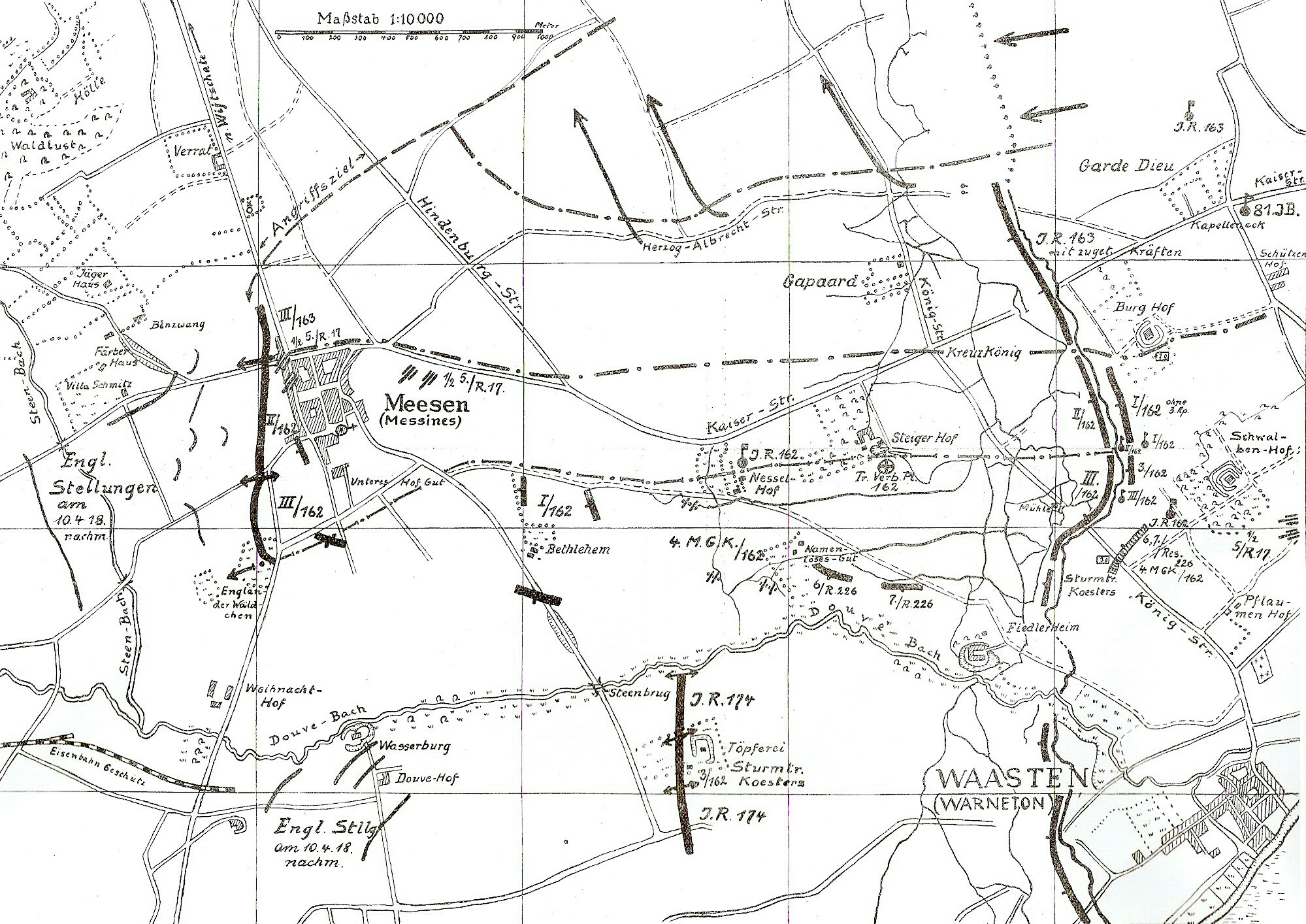
Meesen
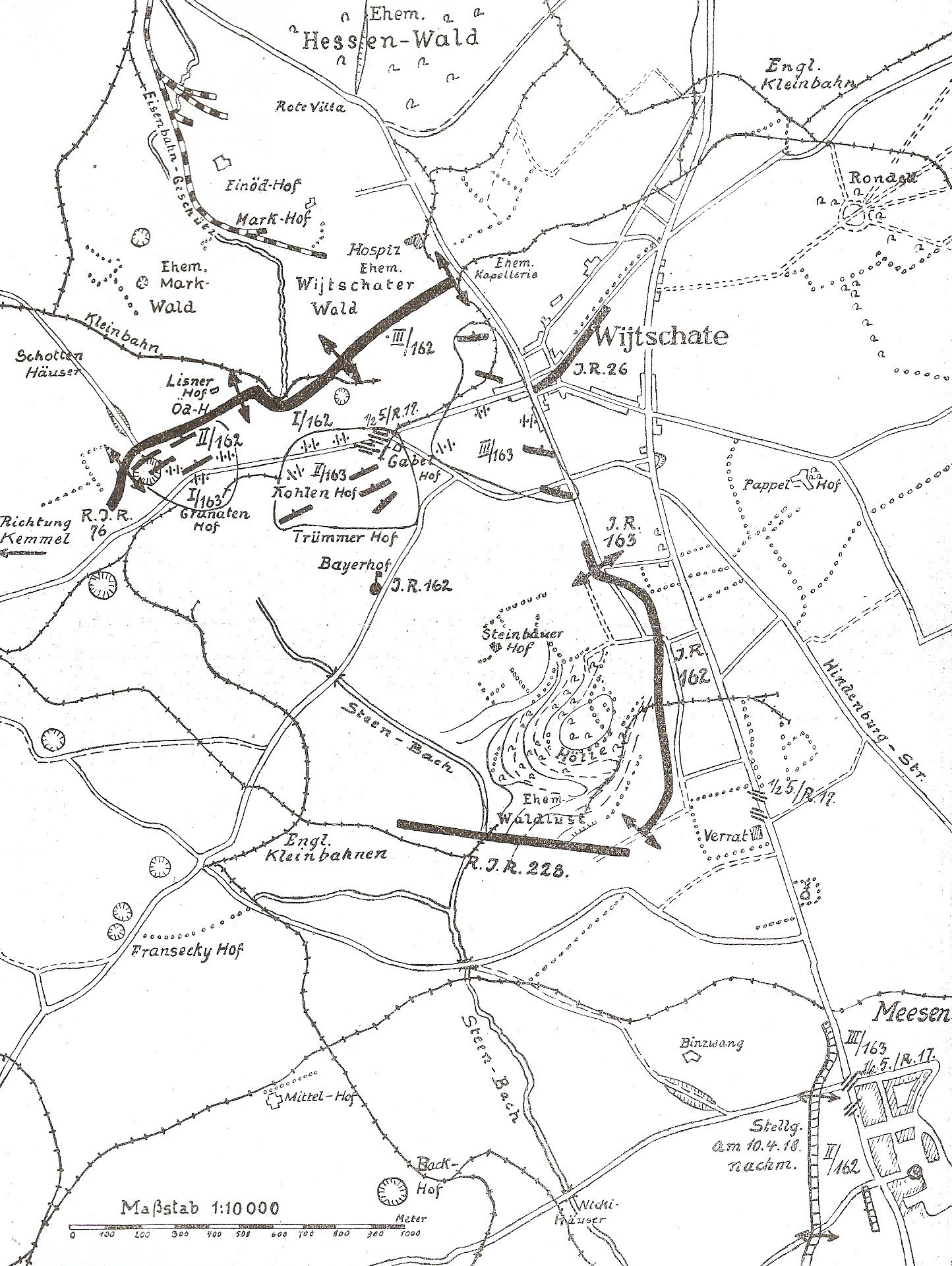
Wytschaete
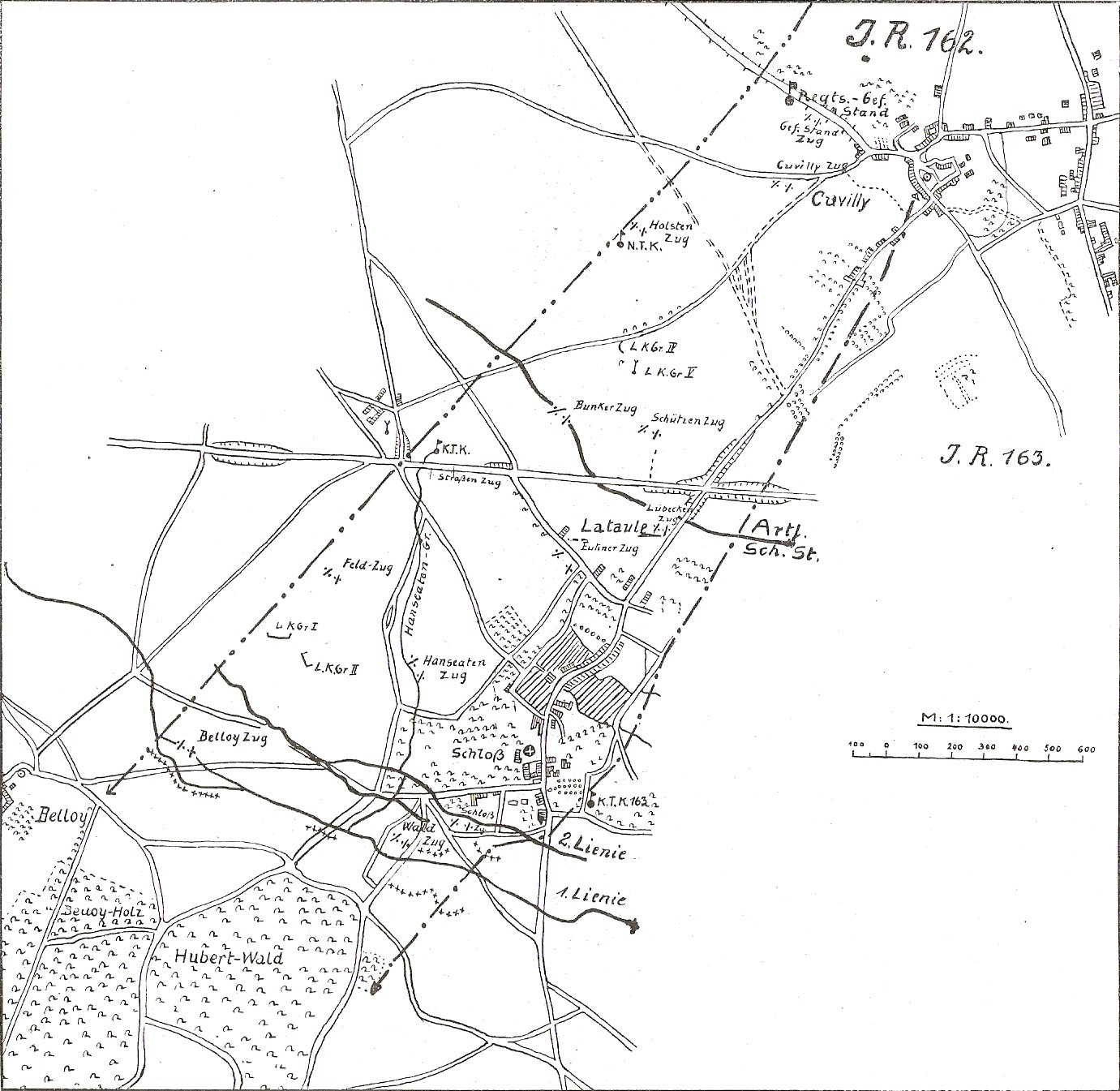
Cuvilly—Lataule

Ende des Regiments
Die 17. Reserve-Division erhielt den Auftrag den Sicherheitsdienst, gemäß dem Waffenstillstand von Compiègne war Elsaß-Lothringen binnen 15 Tagen nach Abschluss des Abkommens zu räumen, um Straßburg herum zu gewährleisten. Das Regiment sicherte am 12. November Lixheim, am 13. Zabern und am 14. Handschuheim, bevor es am 15. in Straßburg eintraf. Am 17. wurde das Regiment in die Kaiser Wilhelm-Kaserne nach Mutzig bei Straßburg verlegt.
In der Nacht zum 20. November wurden die Posten von denen der Straßburger Bürgerwehr abgelöst und am Morgen des 21. verließ es Straßburg und somit Frankreich über eine den Rhein überspannende Pontonbrücke in Richtung Kehl.
Der Brigadekommandeur Oberst Werder, Enkel des Generals von Werder der einst Straßburg eroberte, musste die Festung an der Spitze des Lübecker Infanterie-Regiments an Frankreich übergeben.
Als das Regiment am 26. November mit dreistündiger Verspätung im Lübecker Hauptbahnhof eintraf, begrüßten es neben dem bereits vorher eingetroffenen Brigadekommandeur die Senatoren Neumann und Possehl der Militärkommission des hohen Senates. Deren Ansprache wurde vom Brigadekommandeur beantwortet ehe das Regiment begleitet von der Musik der Polizeikapelle, die Kapelle des Ersatzbataillons war zwei Tage vorher aufgelöst worden, zur offiziellen Begrüßung zum Markt zog. Auf dem Weg dorthin unterschritt es am Eingang der Holstenstraße eine diese überspannende Girlande mit dem Schriftzug „Einigkeit und Recht und Freiheit sind des Glückes Unterpfand“.

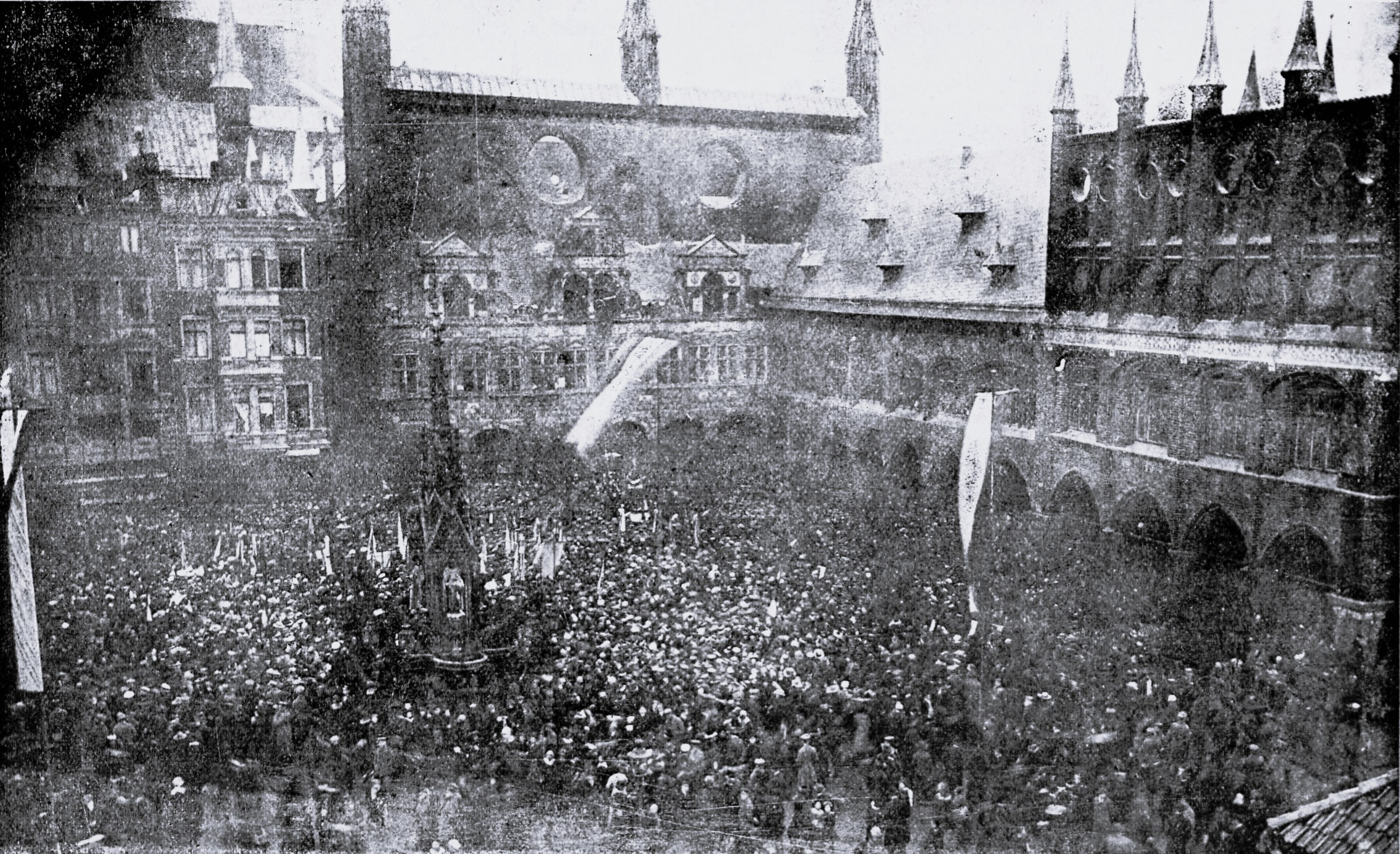
30. November 1918

Am 30. November wurde das Regiment nochmals feierlich auf dem Lübecker Marktplatz begrüßt. Die einstigen Regimentsoffiziere weilten zu diesem Zeitpunkt schon nicht mehr beim Regiment. Die Veranstaltung beendete das Geläute der Glocken von der Marienkirche.
Im Ersten Weltkrieg fielen vom Infanterie-Regiment „Lübeck“ (3. Hanseatisches) Nr. 162 85 Offiziere sowie 1.755 Unteroffiziere und Mannschaften.
Von drei Bataillonen à vier Kompanien zu Zeiten des Friedens gingen in zwei Gefechten je ein Bataillon und in zwei weiteren Schlachten je eine Kompanie verloren. Das allein sind schon über 83 % des Regiments.
Der lübeckische Arbeiter- und Soldatenrat nutzte den großen Saal des Offizierskasinos für eine Delegiertenversammlung.

#### Lübeck und sein Regiment

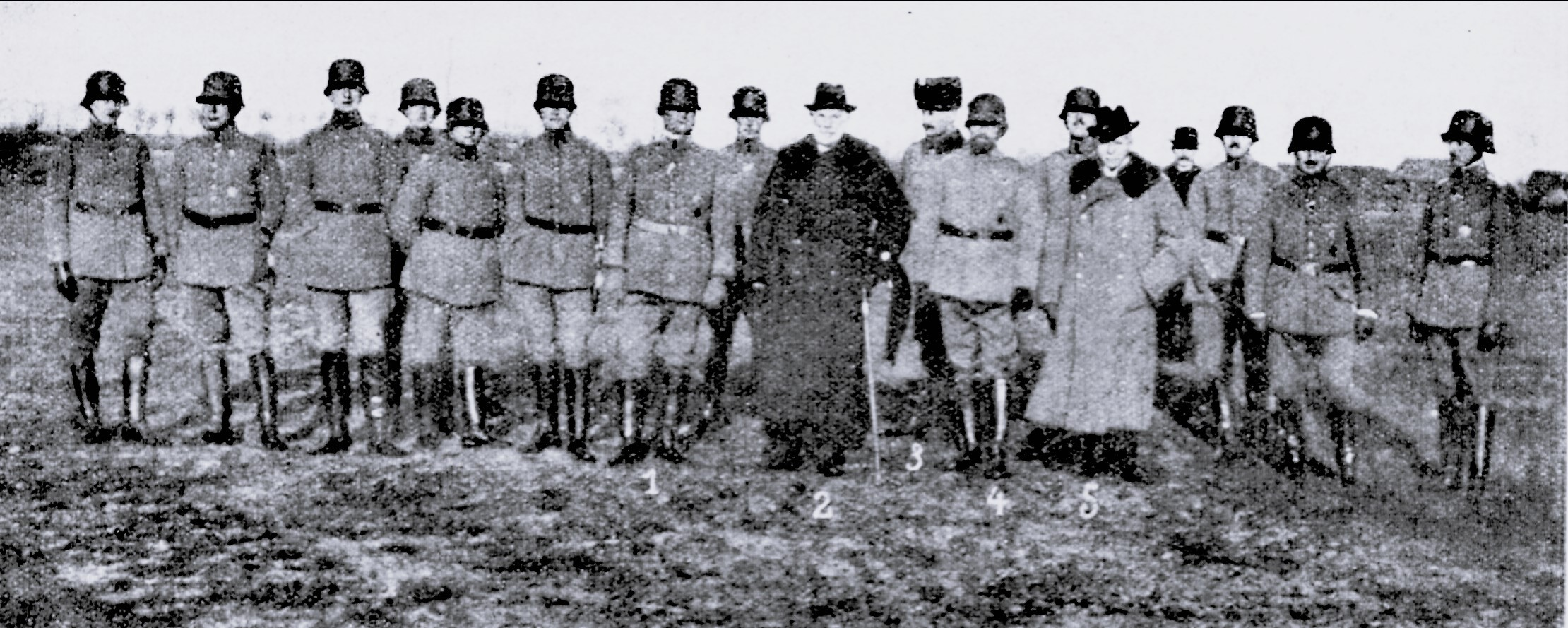
Zu Besuch beim Regiment im November 1916

Fast zu Beginn des Krieges beschloss der Lübecker Senat, seinem Regiment ein Automobil zu stiften. Da ein solcher Besitz ab 1915 untersagt war, schickte es das Regiment, Kommandeur von Rettberg, nach Lübeck zurück. Der Senat übergab es der Lübecker Feuerwehr.
Ab November 1914 setzten regelmäßige Besuche von Delegationen aus der Heimat ein. Personen wie der Emil Possehl, gefolgt von Johann Martin Andreas Neumann und dem Deputierten des Roten Kreuzes Heinrich Radbruch (Vater des Gustav Radbruchs (seit 1915 Landwehr-Infanterie-Regiment Nr. 111)), die Magnifizenzen und hohen Chefs des Regiments Johann Georg Eschenburg und Emil Ferdinand Fehling. Von einem Besuch des Regiments bei Knocke wurde vom Regiment aus gebeten, Abstand zu nehmen.

#### Psychologische Kriegsführung
Wie einst das 3. Dorset-Regiment (1916) griff das Regiment zur Psychologischen Kriegführung (Tribal Warfare). Man ließ sie 1917 wissen, dass am Tagliamento in Italien 250.000 Gefangene gemacht und 2300 Geschütze erbeutet seien. Die Reaktion der Briten entsprach der damaligen deutschen.
Die Engländer hatten ihre diesbezügliche Taktik geändert. Sie warfen Hunderte von hektographierten Briefen ab, in denen angebliche deutsche Gefangene durch eine Schilderung des schönen Lebens in englischer Gefangenschaft deutsche Soldaten zum Überlaufen veranlassen wollten.
Im Februar 1918 teilten die von den englischen Fliegern abgeworfenen Flugblätter mit, dass Kanada 750.000 Mann schicken werde, und legte das Desertieren nahe. Außerdem wurde durch unablässiges Hinweisen auf die ständigen Streiks im Reich der Dissens zwischen der Heimat und der Front genährt.

#### Ersatz-Bataillon

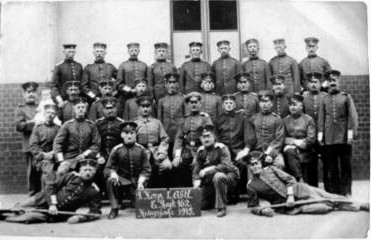
1. Kompanie des Ersatzbataillons, Kriegsjahr 1915

Zeitgleich mit der Mobilmachung wurde am 2. August 1914 ein Ersatz-Bataillon des Regiments in Lübeck aufgestellt. Dessen 3. und 4. Kompanie traten am 11. August zum Brigade-Ersatz-Bataillon 81 über. Aus jenem wurde das IV. Bataillon des Infanterie-Regiments Nr. 362 formiert. Es war zudem der Ersatztruppenteil des 1916 in Ober Ost formierten Infanterie-Regiments Nr. 426.
Am 3. November 1918 wandte sich der Chef der Marinestation der Ostsee und des Gouvernements Kiel, Admiral Souchon, nicht, um dem Kieler Matrosenaufstand Herr zu werden, an den Obermilitärbefehlshaber im Heimatgebiet, sondern unmittelbar an das Stellvertretende Generalkommando des angrenzenden Korpsbereichs in Altona.
Dessen Kommandierender General beauftragte daraufhin den Truppenführer des dem Kieler Festungsbereichs nächstgelegenen stellvertretenden Brigadekommandos, Harry von Wright, alle verfügbaren Infanteriekräfte aus den ihm unterstellten Ersatzbataillonen unter einheitlichen Befehl zu sammeln und noch in der gleichen Nacht nach Kiel zu befördern. Das Generalkommando ließ in Lübeck und Neumünster für deren Transporte Züge bereitstellen. Wright alarmierte die Ersatzbataillone der 162er und des dortigen Rekrutierungsbüros des Schleswiger Reserve-Regimentes der 84er in Lübeck, sowie der 163er in Neumünster. Da es jedoch in der Nacht hieß, dass die Unruhen in Kiel bereits unterdrückt wären, wurden die eingeleiteten Maßnahmen jedoch schon vor Mitternacht rückgängig gemacht.
Doch bereits am nächsten Morgen lebten die dortigen Unruhen wieder auf. Souchon ersuchte um 10 Uhr den Chef des stellvertretenden Generalstabs des Korps um Truppenhilfe aus Rendsburg (85er) und Lübeck. Wright ist daraufhin um 11 Uhr telefonisch aus Altona zum Befehlshaber sämtlicher gegen Kiel in Marsch zu setzenden Ersatzbataillonen ernannt worden.
Wrights Plan zufolge waren alle aus dem Korpsbereich anrollenden Eingreiftruppen südlich von Kiel zu sammeln um dann mit vereinter Macht in Kiel einzumarschieren. Der Plan fußte auf seinen „Erfahrungen der Kriegsgeschichte“ und auf der bis zu den Brigadestäben verteilten Generalstabsstudie aus dem Jahr 1908 über den „Kampf in insurgierten Städten“.
Da es jedoch vom Standpunkt Souchons aus als ausgeschlossen galt, dass ein Truppenbefehlshaber des Landheeres auf dem Gebiet des Marinekriegshafens Kiel den Befehl führe, lehnte er Wright samt dessen Plan kategorisch ab. Er setzte sich mit dem Militärbefehlshaber in Altona in Verbindung und es gelang ihm, sich unter der weitgehenden Behauptung seiner persönlichen Reputation und Immediatstellung, mit diesem zu verständigen. Noch am Mittag wurde Wright in Lübeck vom Generalkommando telefonisch in Kenntnis gesetzt, dass von seinem Kommando entbunden wäre und die Eingreiftruppen unter dem direkten Befehl Souchons ständen. Dieser wollte mit Hilfe der letzten ihm noch ergebenen Formationen und der ihnen zugeführten Heerestruppen innerhalb des Festungsbereichs Remedur schaffen.
Entgegen den eindringlichen Gegenvorstellungen des von ihm abgelehnten Heeresführers ließ das Stationskommando alle mit Eingreiftruppen besetzten Sonderzüge in den Hauptbahnhof der von Aufrührern beherrschten Stadt einfahren. Die revolutionär gestimmte Menge überrumpelte dort die einfahrenden Transporte. Drei der vier 162er Kompanien liefen über und die vierte kehrte entwaffnet zurück.
Das Ersatz-Bataillon der Lauenburgischen Jäger sollte nun in einer Stärke von 100 Mann mit Waffen und Munition zur 4. Kompanie in die Marli-Kaserne zu deren Wiederbewaffnung geschickt werden. Hieran anschließend sollten danach die Lübecker den um sich greifenden Aufruhr unterbinden. Da der Bahn- als auch der Weg über die Straßen von den Demonstranten versperrt war, war beabsichtigt worden, in den frühen Morgenstunden des nächsten Tages über die Wakenitz nach Lübeck zu gelangen. Das Vorhaben gelangte aber nicht mehr zur Ausführung, da der Aufruhr in der Nacht Ratzeburg erfasste.
Zudem war man am Schanzenberg, an der Straße nach Ratzeburg, in Stellung gegangen, um das Ersatz-Bataillon gegebenenfalls aufzuhalten. In Lübeck dauerte der Aufstand nur einen Tag an. Somit war Lübeck der Ort Deutschlands, an dem der Aufruhr am kürzesten gedauert hat.

### Auflösung 1919
Mit dem Vertrag von Versailles und der damit verbundenen Beschränkung auf ein erst 200.000- dann 100.000-Mann-Heer wurde das Regiment 1919 mit dem formalen Ende des Ersten Weltkriegs aufgelöst. Dessen Tradition führte in der Reichswehr die 8. Kompanie (Maschinen-Gewehr-Kompanie) des 6. Infanterie-Regiments fort.

## Sonstiges

### Auszeichnungen

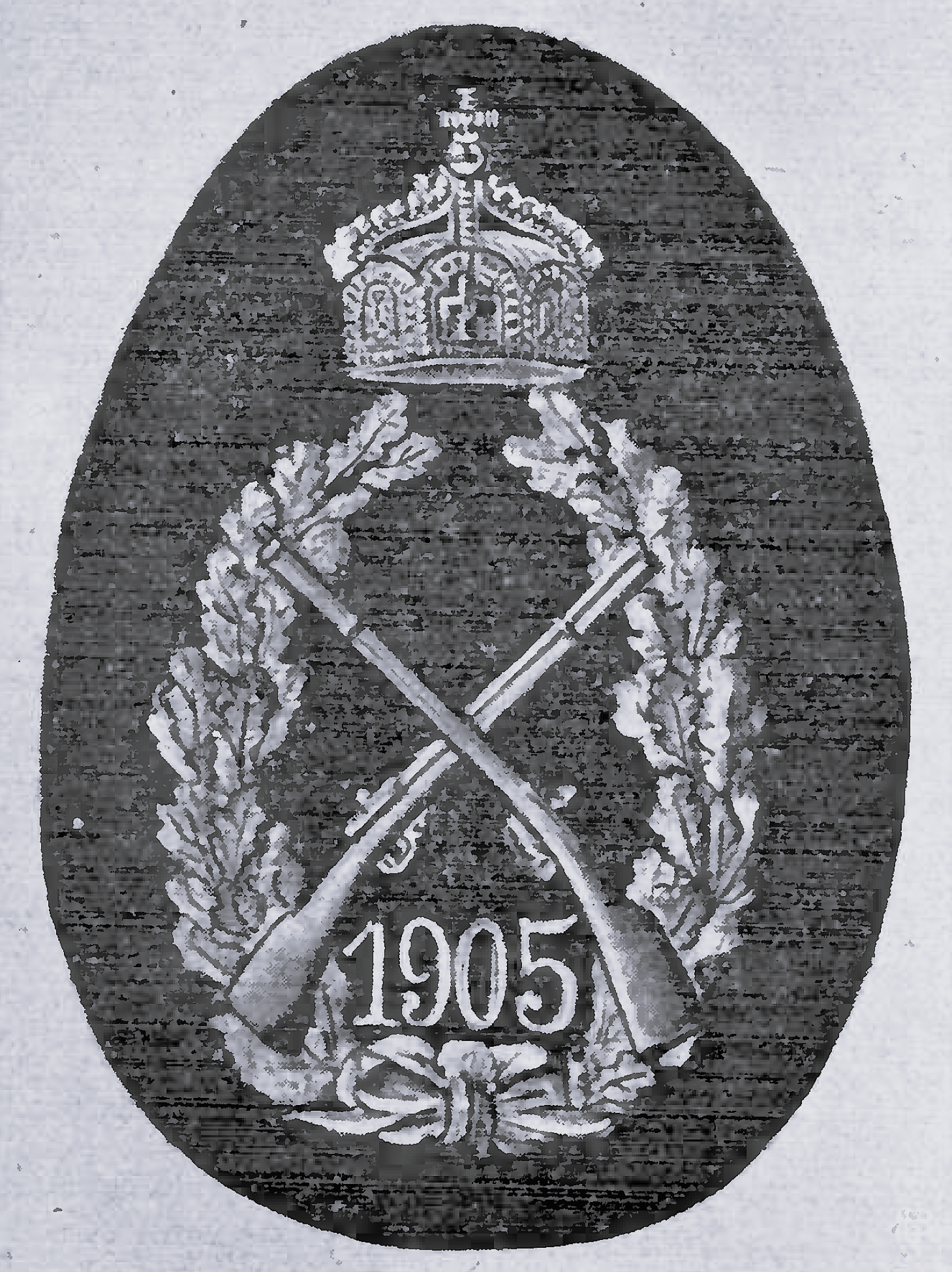
Kaiser-Schützenauszeichnung für das Korps

- 1905 Kaiserpreis als beste Schießkompanie des Armee-Korps (1. Kp.)
- 1906 Kaiserpreis als beste Schießkompanie des Armee-Korps (1. Kp.)
- 1913 Kaiserpreis als beste Schießkompanie des Armee-Korps (5. Kp.)

Für die beste Schießleistung im Korpsbereich errang die beste Kompanie das Kaiserabzeichen und erhielt eine Büste von Kaiser Wilhelm II. Der jeweilige Kompaniechef wurde mit dem Roten Adlerorden IV. Klasse mit der Krone ausgezeichnet.
- 1920 auf ein Begrüßungstelegramm, welches der hohe Senat Max von Boehn, ehem. Kommandierender General des IX. Reserve-Korps, zu dessen 70. Geburtstage sandte, antwortete dieser:
Einen Gruß aus Lübeck erhalten zu haben, war mir eine besondere Freude; denke ich doch dankbar meiner braven Lübecker, deren Heldenmut im Weltkriege mit goldenen Buchstaben in der Geschichte verzeichnet steht![7]

### Vereine
- Traditionelle Ehrenwache des Infanterie-Regiments „Lübeck“ (3. Hanseatisches) Nr. 162 e. V. (seit 1980)
- Kameradschaftsbund der 76er und 162er zu Lübeck (seit 1895)
- Kameradschaftsbund der 162er zu Hamburg
- Offiziersverein 162 (seit Regimentsauflösung)

### Denkmale

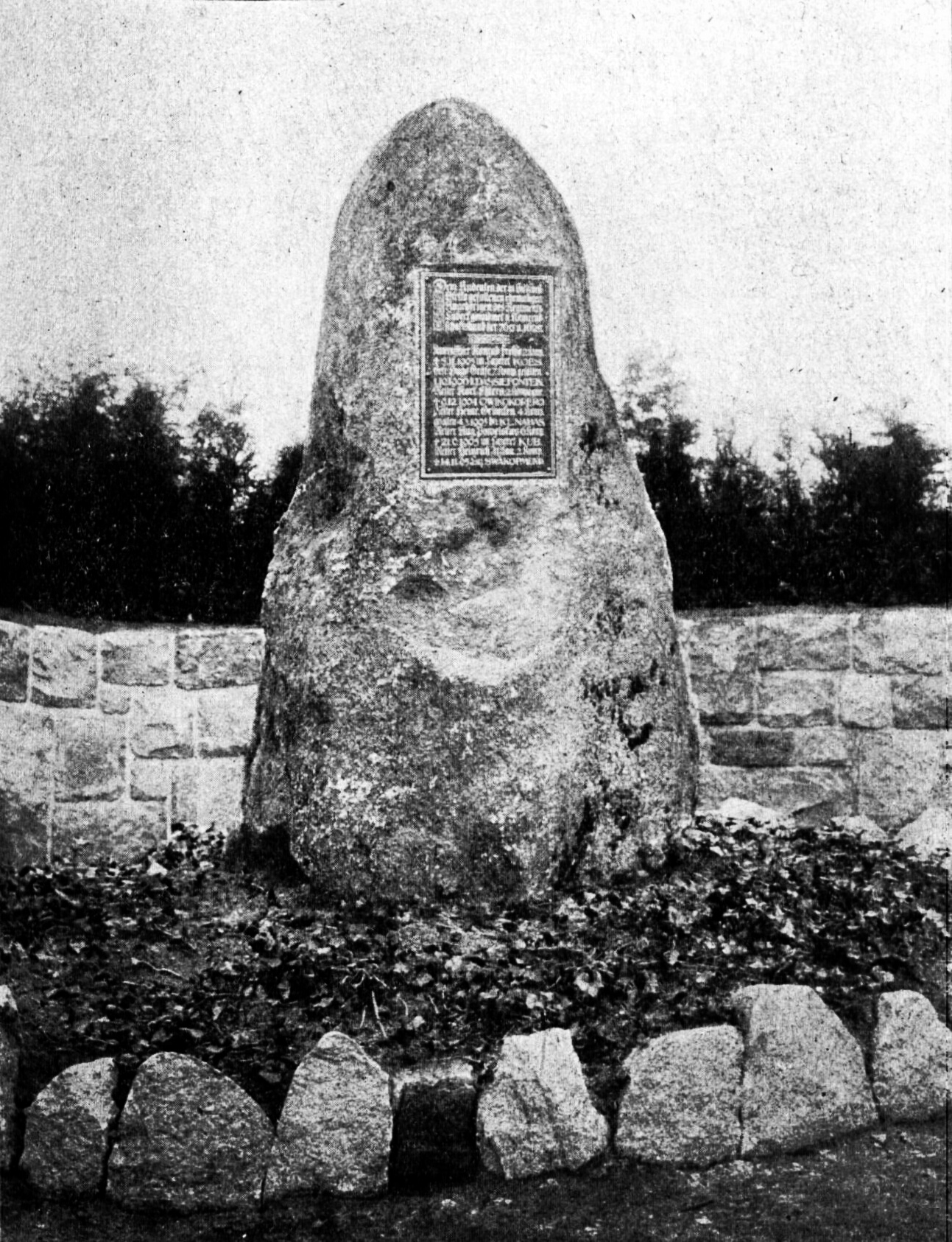
Gedenkstein für die in Deutsch-Südwest-Afrika Gefallenen

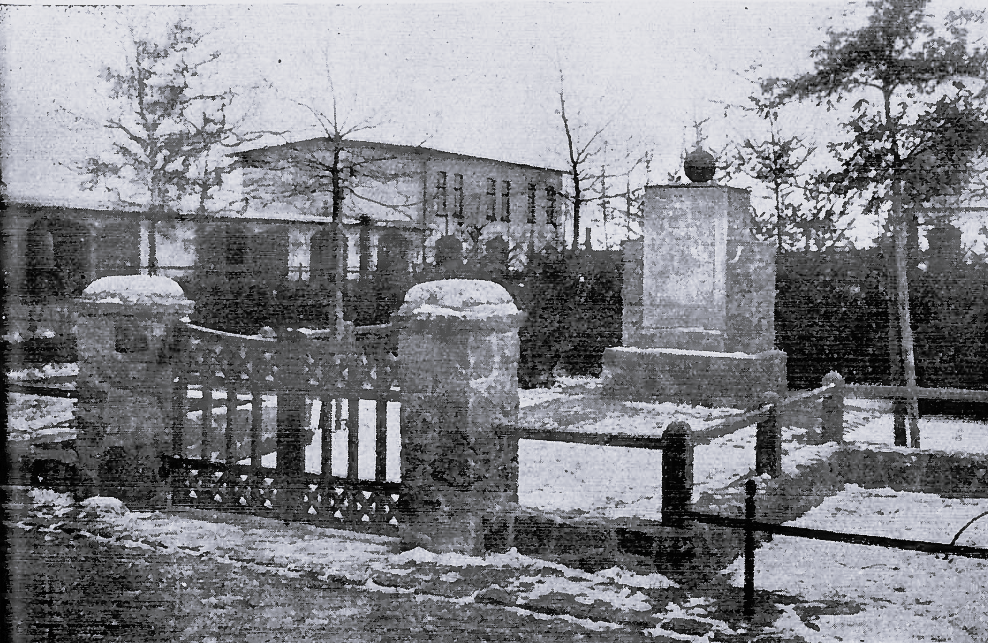
Gedenkstein für MGK am ursprünglichen Standort

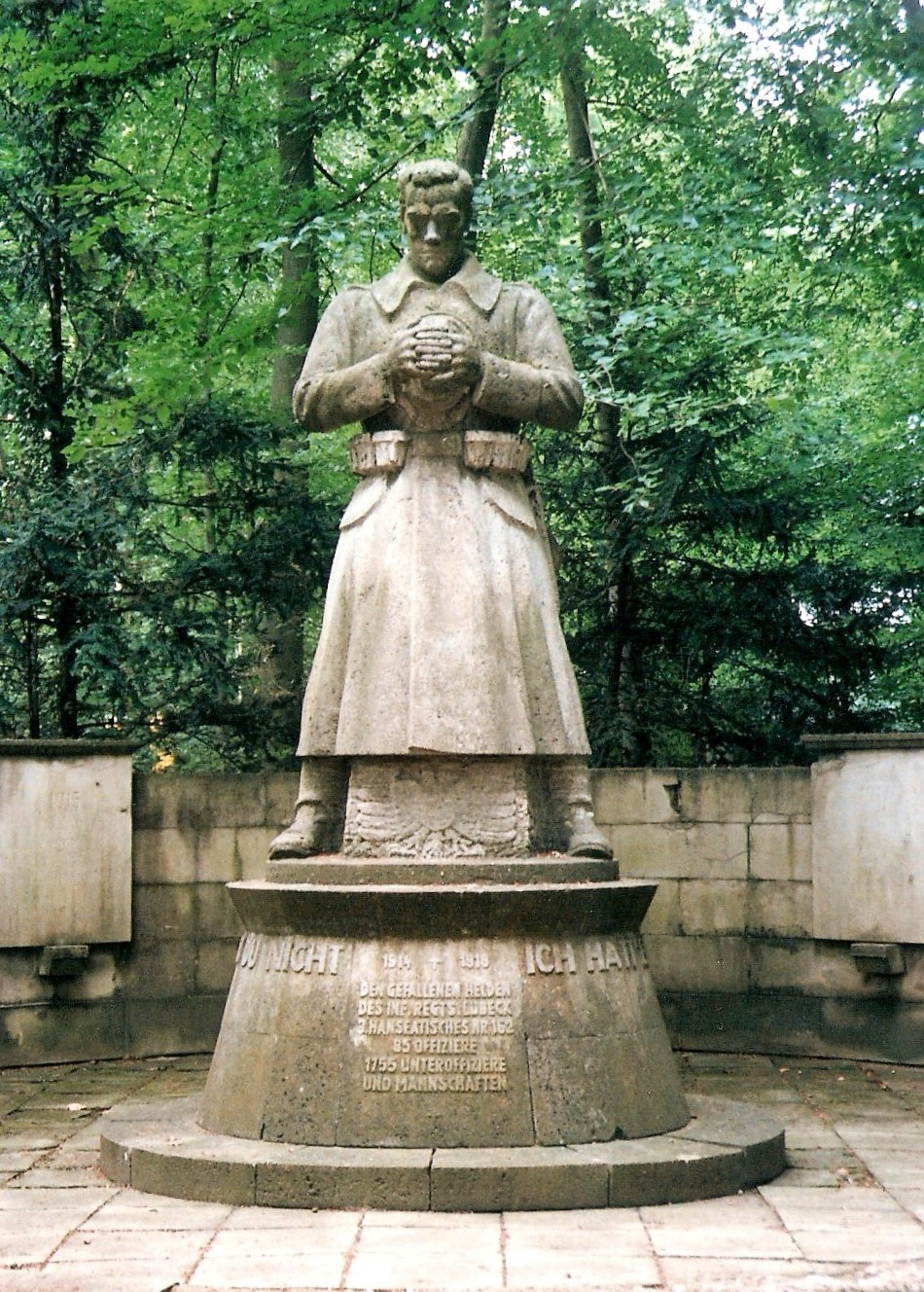
Statue Helm ab zum Gebet auf dem Ehrenfriedhof in Lübeck

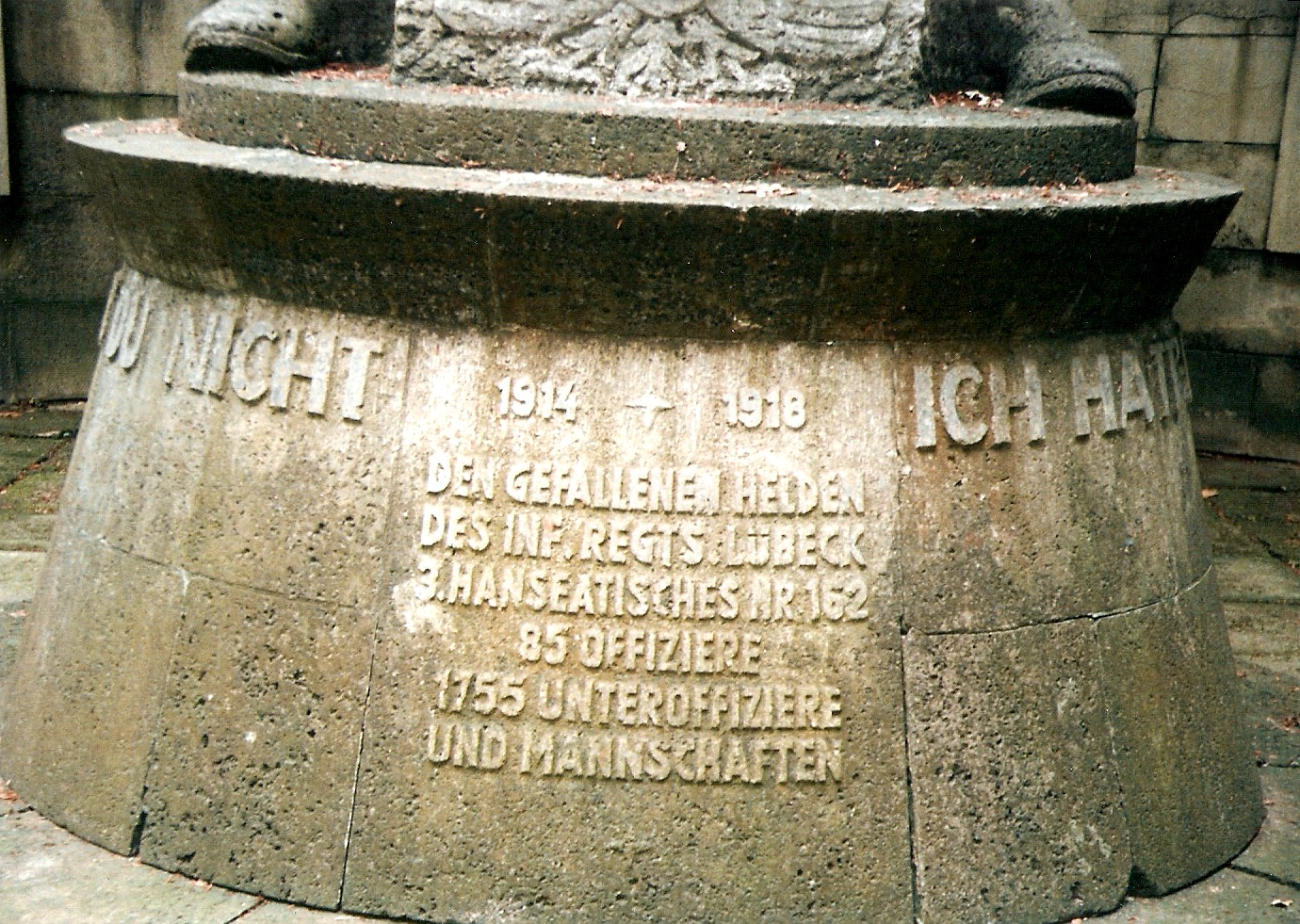
Sockel: Tafel eingerahmt im Anfangssatz aus Ludwig Uhlands Der gute Kamerad

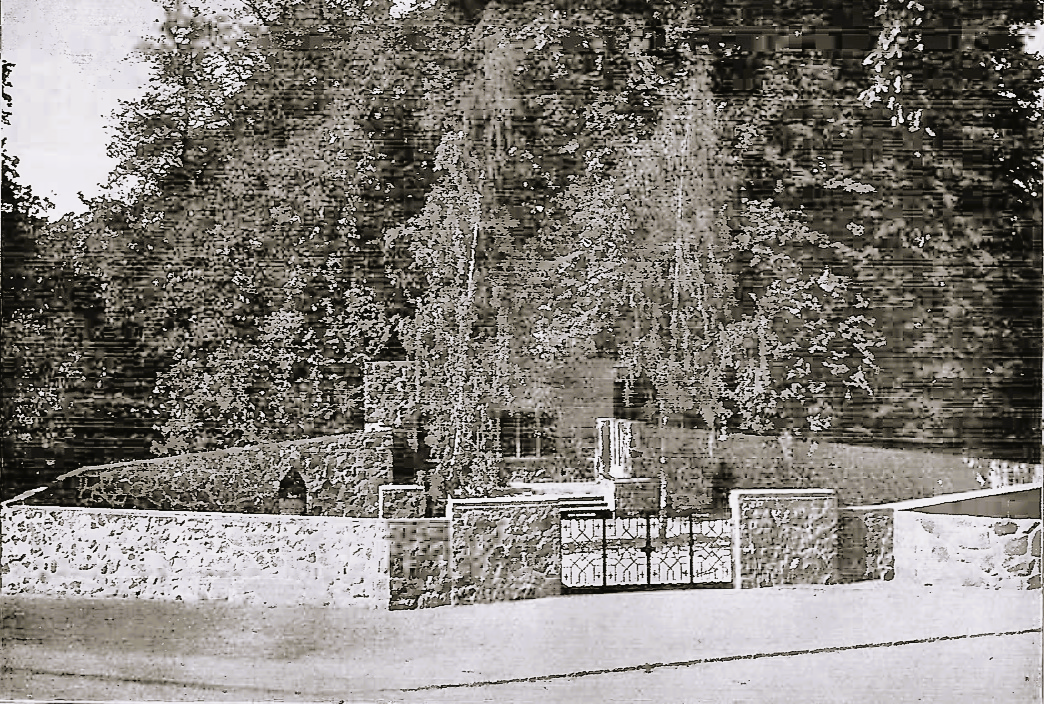
Eutiner Ehrenmal

Zum zehnjährigen Bestehen stiftete der Kameradschaftsbund der 76er und 162er zu Lübeck einen Gedenkstein für die in Deutsch-Südwest-Afrika gefallenen ehemaligen Angehörigen des Regiments. Dieser stand auf dem Hofe der Marli-Kaserne (I. Batl.) und wurde am 23. Juni 1907 dem Kommandeur übergeben. Dass der Termin nicht mit dem Stiftungstag des Regiments zusammengefallen sei, hätte, so berichteten die Lübecker Zeitungen, an der zu jener Zeit ungünstigen Witterung sowie des Aufenthalts des Regiments im Lockstedter Lager gelegen. Ob und wo dieser Gedenkstein heute noch existiert, ist unbekannt.
Die Maschinengewehr-Kompanie (MGK) des Infanterie-Regiments „Lübeck“ hatte bereits mitten im Krieg ein friedliches Werk der Dankbarkeit und Erinnerung für ihre auf dem Feld der Ehre gefallenen Kameraden geschaffen. Auf dem Kasernenhof der MGK bei der Marli-Kaserne erhob sich ein von gärtnerischen Anlagen umgebener in einfachen schlichten Formen gehaltener Gedenkstein. In ihm waren und wurden die Namen der Gefallenen eingemeißelt. Die Anregung hierfür gab ein Offizier-Stellvertreter der 2. Ersatz-Maschinengewehr-Kompanie. Die Entwürfe für den Gedenkstein lieferten die Lübecker Architekten Bräck & Stoermer. Den Entwurf für den gärtnerischen Schmuck stellte Garteninspektor Harry Maasz zur Verfügung.
Das Denkmal Helm ab zum Gebet für die im Ersten Weltkrieg gefallenen Angehörigen des Regiments wurde 1924 von dem Bildhauer Richard Kuöhl geschaffen. Es wurde am 10. Mai 1925 auf dem Lübecker Ehrenfriedhof eingeweiht. Hinter dem Mahnmal sind in einer halbrunden Mauer fünf Steinplatten mit den Einsatzorten des Regiments im Ersten Weltkrieg eingelassen.
Die Inschriften lauten: Einige der Inschriften haben Rechtschreibfehler und sind oben korrekt genannt.
- 1914
Löwen
Termonde
Melle-Quatrecht
Noyon
Roye
- 1915
Roye
Noyon
La Bassée
Arras
Lens
- 1916
Gießler-Höhe
Givenchy en Gohencle
Somme
Franz. Flandern
Somme
- 1917
Yser
Arras
Monchy
Flandern
- 1918
Kemmel
Soissons
Reims
Noyon
Somme
Oise

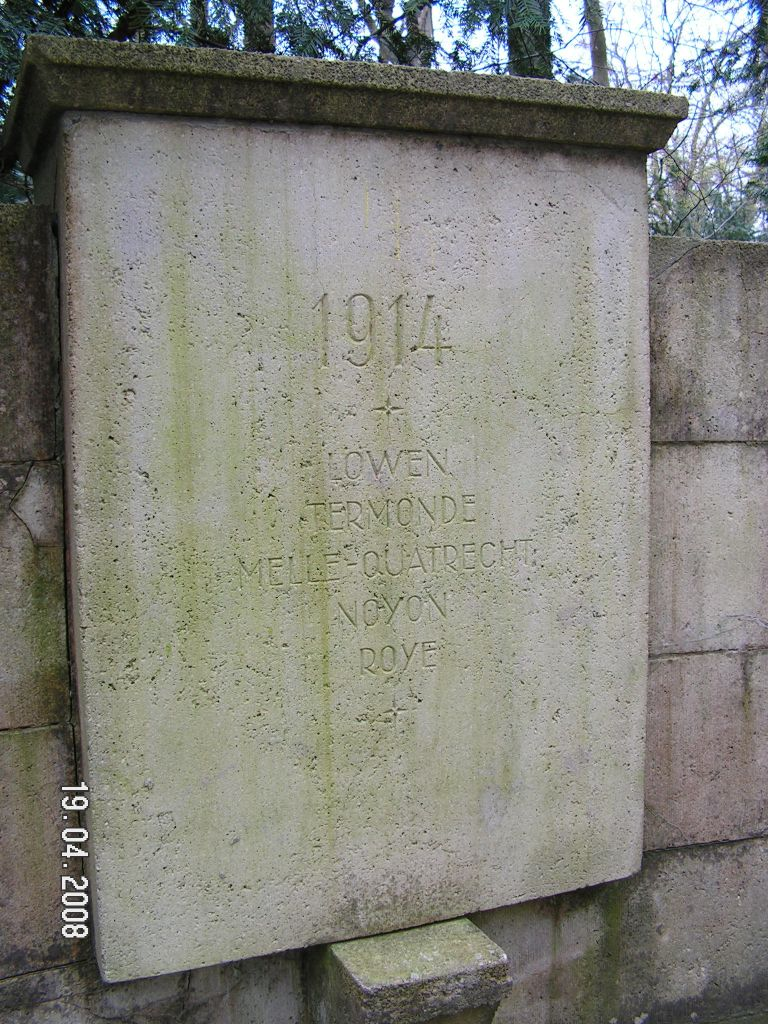
1914 Löwen Termonde Melle-Quatrecht Noyon Roye
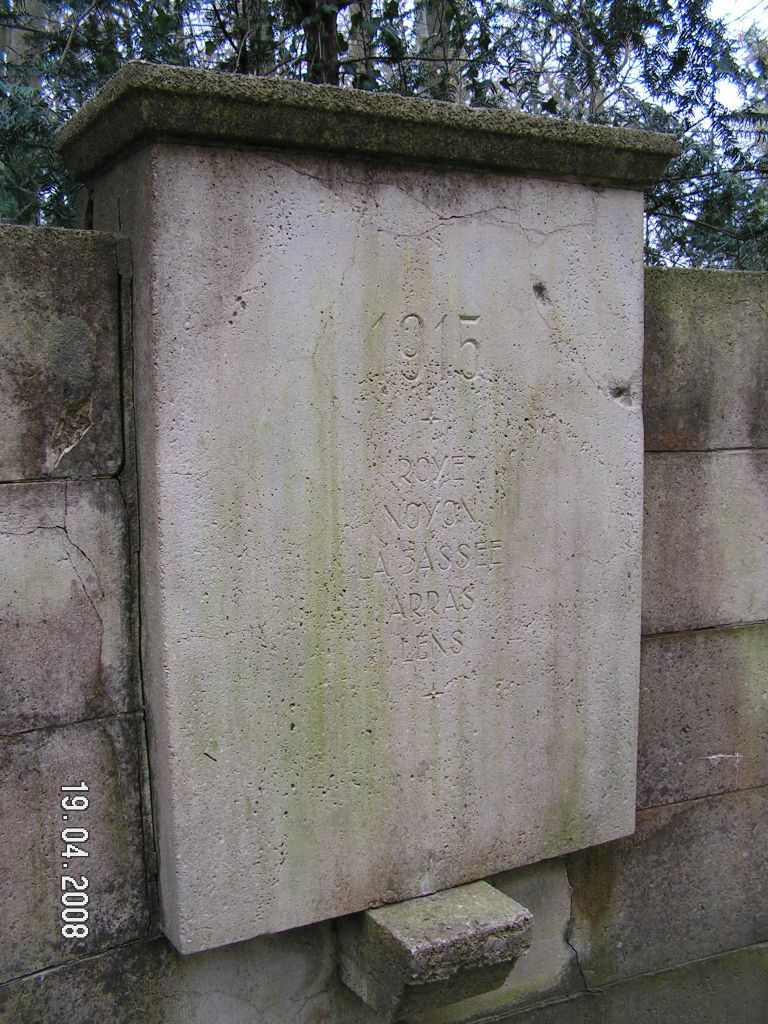
1915 Roye Noyon La Bassée Arras Lens
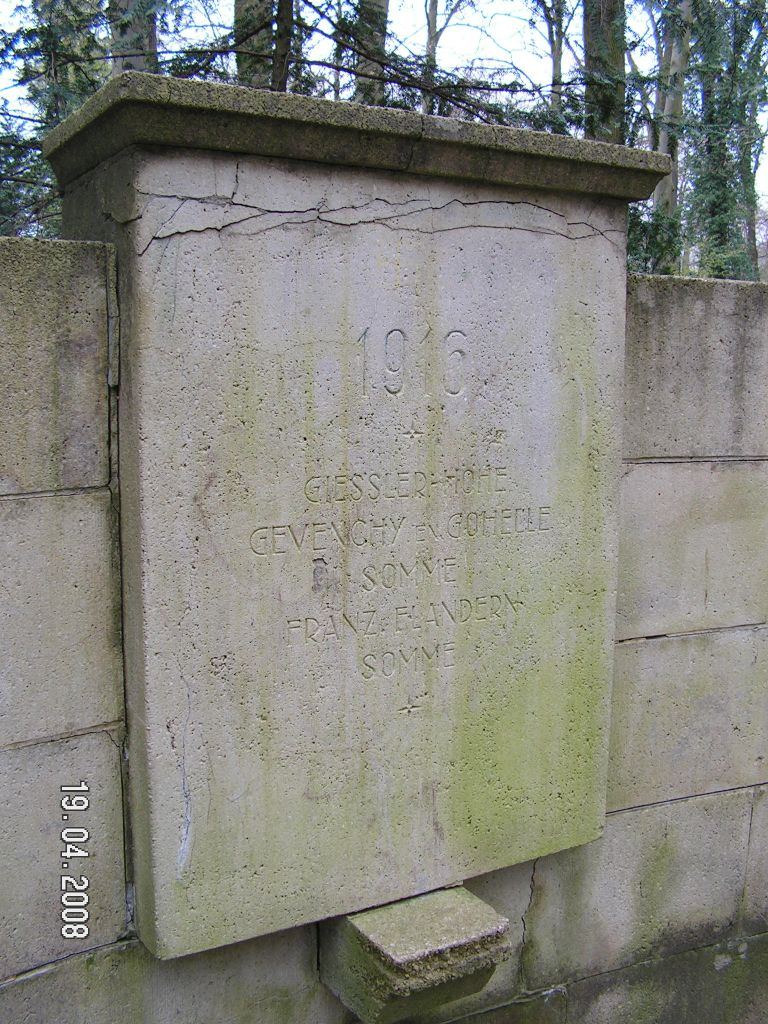
1916 Gießler-Höhe Givenchy en Gohencle Somme Franz. Flandern Somme
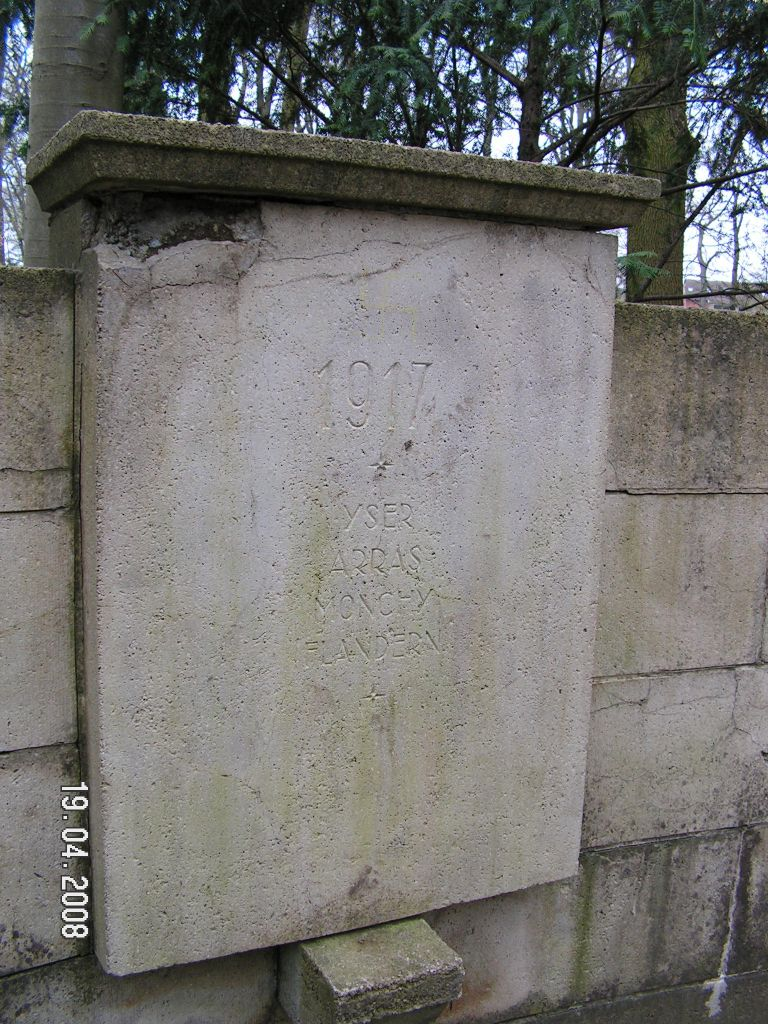
1917 Yser Arras Monchy Flandern
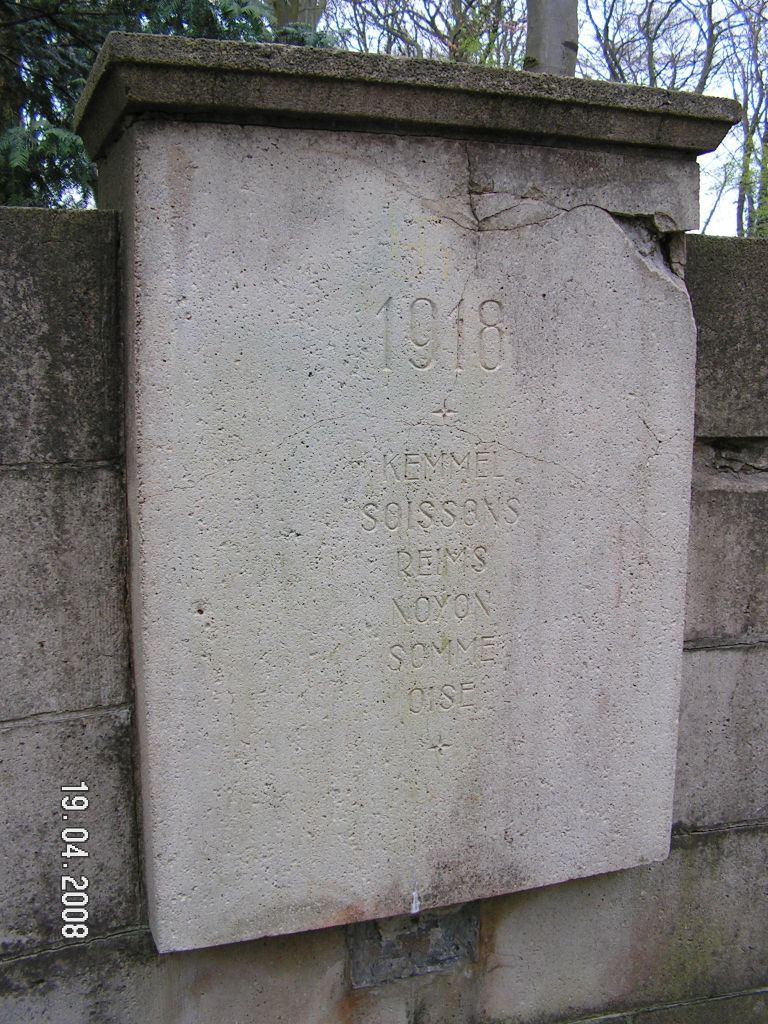
1918 Kemmel Soissons Reims Noyon Somme Oise
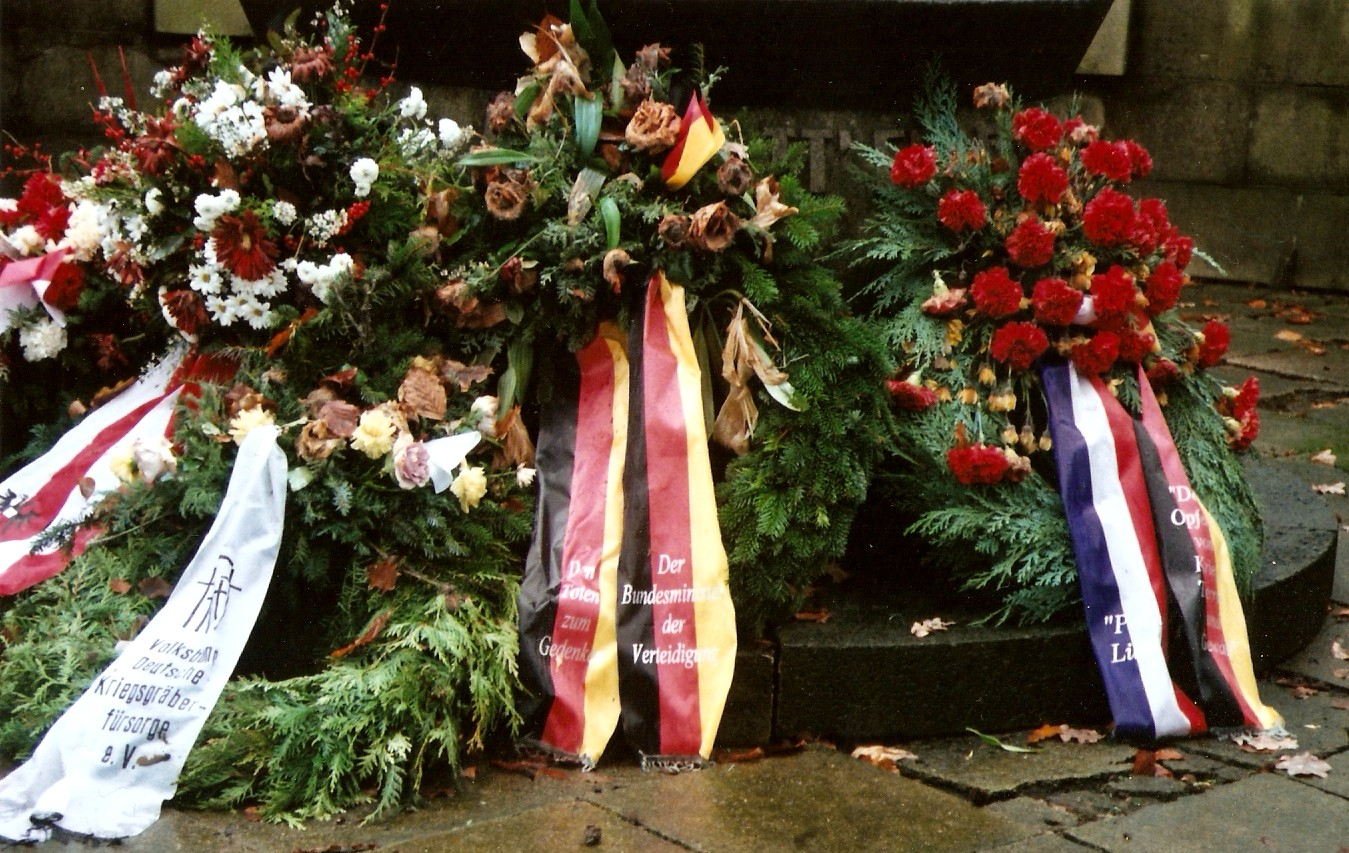
Traditionspflege im November

Am 30. Juni 1928 wurde auf den in Eutin stattfindenden 3. Regimentstag am Schlossgarten das in seiner Ausführung von Albert Mahlstedt wesentlich mitgestaltete durch Alfred Schulze errichtete Ehrenmal der Gefallenen des dortigen Bataillons geweiht. Es ist ein von Quadermauerwerk umgebener Ehrenhof an dessen rückseitiger Wand sieben Tafeln mit den Namen der Gefallenen des Eutiner Truppenteils sowie Gefechts- und Schlachtorte enthält. In der Mitte des Hofes befand sich ein Brunnen, als Symbol des sprudelnden Lebens an der Stelle des Gedenkens an jene, von denen die Inschrift sagt: „Sie starben für uns, sie leben in unseren Herzen“ Zwei Trauerbirken im Innern des Hofes im hellen Grün hoben sich von dem Dunkel einer gewaltigen Eiche, die von außen und oben her in en Hof hineinblickte, ab. In den Außenmauern befinden sich Symbole des Christentums. Der Anker, Herz und Kelch versinnbildlichen Glaube, Liebe, Hoffnung. Später wurde es zum „Ehrenmal für die Opfer des Krieges […] in ihrer Gesamtheit“ umgewidmet.

### Literatur

## Verweise